# 24. Oktober
Der 24. Oktober ist der 297. Tag des gregorianischen Kalenders (der 298. in Schaltjahren), somit bleiben 68 Tage bis zum Jahresende.

## Ereignisse

### Politik und Weltgeschehen

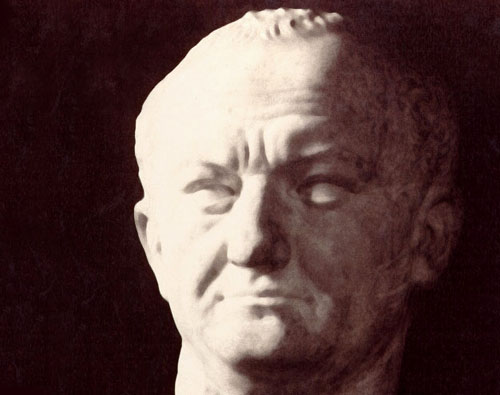
69: Vespasian

- 0069: Während des Vierkaiserjahres schlagen die Legionen des Feldherrn Vespasian die Armee des Vitellius in der Schlacht von Bedriacum und entscheiden den Bürgerkrieg um die Nachfolge Neros endgültig zugunsten der Flavier.
- 1071: Michael VII. Dukas, genannt Parapinakes, wird zum Kaiser des Byzantinischen Reiches ausgerufen.
- 1147: Die maurische Stadt Lissabon kapituliert nach viermonatiger Belagerung einem Kreuzfahrerheer, das die Stadt plündert und am Folgetag König Alfonso I. von Portugal überlässt.
- 1273: Mit der Krönung und Salbung des Habsburgers Rudolf I. zum römisch-deutschen König endet das Interregnum.
- 1360: Der am 8. Mai ausgehandelte Friede von Brétigny zwischen dem französischen König Johann II. und dem englischen König Eduard III. wird in Calais ratifiziert. Damit endet die erste Phase des Hundertjährigen Krieges.
- 1531: In der Schlacht am Gubel, der letzten Schlacht im Zweiten Kappelerkrieg zwischen den katholischen und den reformierten Orten der Alten Eidgenossenschaft, besiegen die Katholiken die Übermacht der Protestanten auf Grund des Überraschungseffekts.
- 1605: Nach dem Tod seines Vaters Akbar I. besteigt Selim als Jahangir den Thron im Mogulreich.

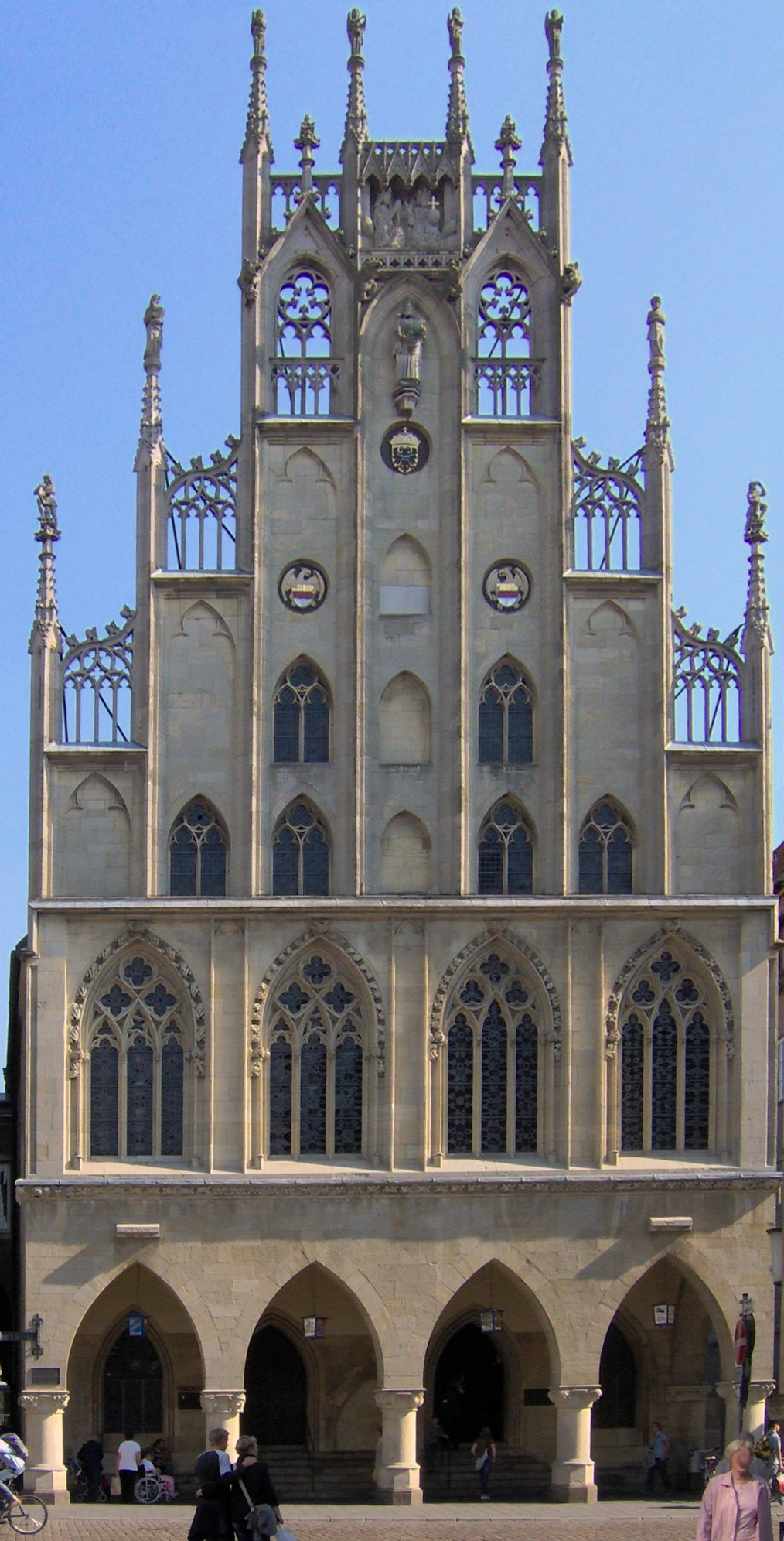
1648: Rathaus zu Münster

- 1648: Der im Rathaus zu Münster und im Rathaus Osnabrück verhandelte Westfälische Friede zur Beendigung des Dreißigjährigen Krieges wird unterzeichnet
- 1795: Preußen tritt dem von Russland und Österreich am 3. Januar geschlossenen Vertrag zur Dritten Polnischen Teilung bei. Dieser beendet die Existenz des Königreichs Polen.

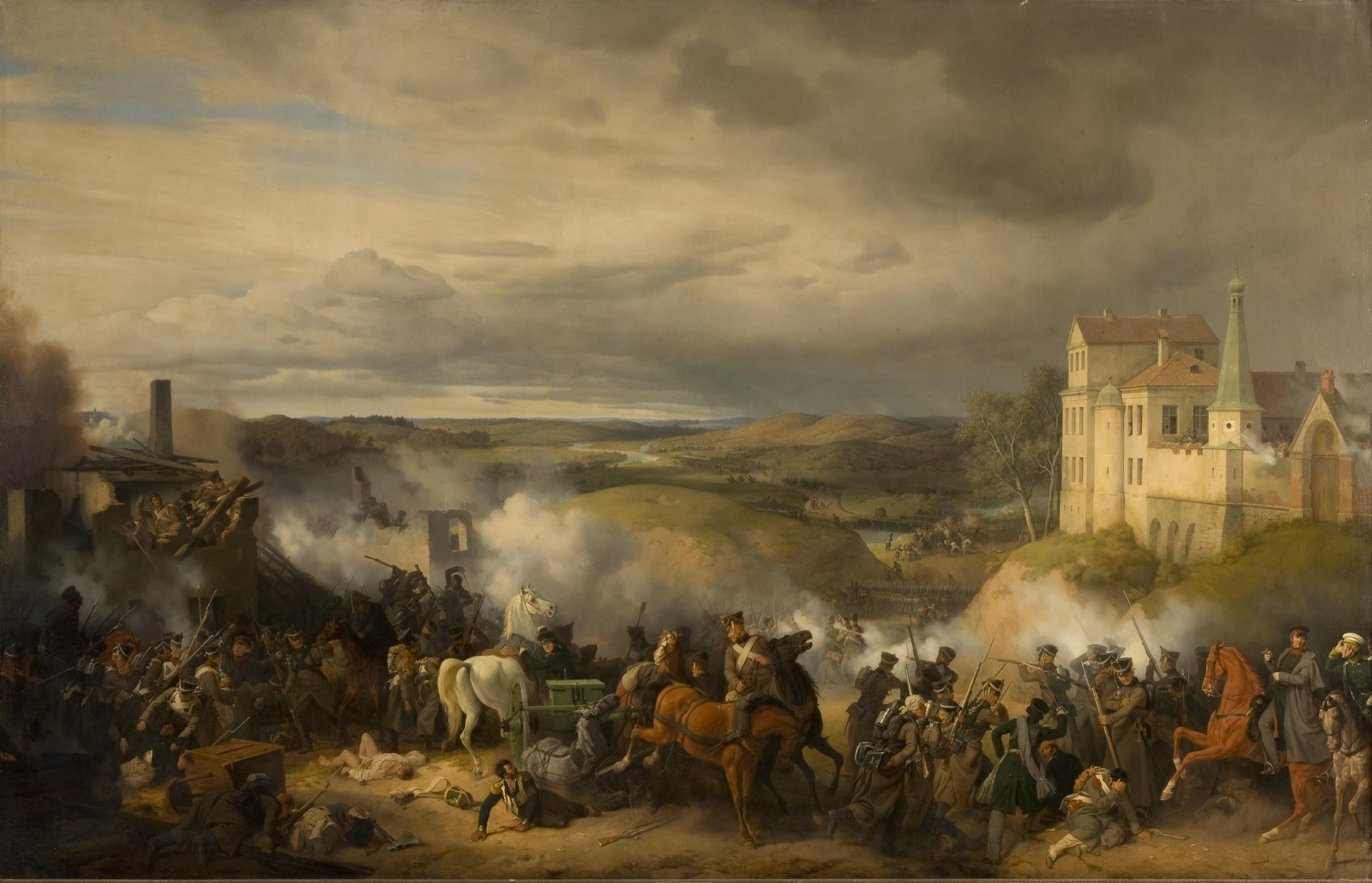
1812: Schlacht bei Malojaroslawez

- 1812: Bei ihrem Rückzug aus Moskau gelingt der französischen Grande Armée im Russlandfeldzug ein taktischer Sieg in der Schlacht bei Malojaroslawez. Die russische Armee kann jedoch den geplanten Rückweg über Kaluga verhindern.
- 1813: Im Frieden von Gulistan verliert Persien weite Teile des Kaukasus an Russland.
- 1844: Der Vertrag von Huangpu zwischen dem Kaiserreich China und Frankreich hebt chinesische Handelsbeschränkungen auf und erzwingt die Duldung katholischer Missionstätigkeit im Reich der Mitte.
- 1862: Durch einen Militärputsch wird König Otto I. von Griechenland abgesetzt und außer Landes gezwungen.
- 1896: Die Hamburger Nachrichten berichten über den geheimen Rückversicherungsvertrag des Jahres 1887 zwischen dem Deutschen Reich und Russland. Der inzwischen nicht mehr verlängerte Vertrag löst dennoch international Verstimmungen aus.
- 1916: Das in der Schlacht um Verdun heiß umkämpfte Fort Douaumont wird von den Franzosen zurückerobert.
- 1917: In der Schlacht von Karfreit, der zwölften und letzten Isonzoschlacht im Ersten Weltkrieg, gehen erstmals die Mittelmächte in die Offensive.
- 1918: Die Deutsche Admiralität erteilt per Flottenbefehl die Vorbereitung zum Auslaufen der Hochseeflotte zu einer Entscheidungsschlacht mit der britischen Grand Fleet im Ärmelkanal. Dies führt zu vereinzelten Meutereien, fünf Tage später zum Kieler Matrosenaufstand und anschließend zur Novemberrevolution.
- 1918: Die Schlacht von Vittorio Veneto beginnt. Diese führt am 3. November zum Waffenstillstand von Villa Giusti und zur Niederlage von Österreich-Ungarn im Ersten Weltkrieg.
- 1930: Nach einem Putsch durch die Große Koalition der Unzufriedenen wird Getúlio Dornelles Vargas Präsident von Brasilien mit diktatorischen Vollmachten. Der bisherige Präsident Washington Luís Pereira de Sousa wird festgenommen und ins Exil geschickt.
- 1943: Der Soldatensender Calais strahlt seine erste Sendung aus. Der britische Propagandasender will mit gezielt ins Programm eingestreuten Halbwahrheiten die Meinungsbildung der deutschen Hörer beeinflussen.
- 1944: Bei der Versenkung des japanischen Kriegsgefangenentransporters Arisan Maru durch ein amerikanisches U-Boot sterben 1.792 amerikanische Kriegsgefangene.
- 1945: Das Inkrafttreten ihrer Charta markiert die Gründung der Vereinten Nationen.
- 1945: Der norwegische Nazi-Führer Vidkun Quisling wird in der Festung Akershus durch Erschießen hingerichtet.
- 1950: Frankreichs Ministerpräsident René Pleven unterbreitet den Pleven-Plan, der eine Europäische Verteidigungsgemeinschaft vorsieht.
- 1964: Das britische Protektorat Nordrhodesien wird als Sambia unabhängig.
- 1970: Salvador Allende, Kandidat der linksgerichteten Unidad Popular, der bei der Präsidentschaftswahl am 4. September die relative Mehrheit der Stimmen erhalten hat, wird vom Kongress zum Präsidenten Chiles gewählt. Ausschlaggebend für die Zustimmung der Christdemokraten zur Wahl Allendes ist der CIA-gesteuerte Mordanschlag zwei Tage zuvor, bei dem Armeechef René Schneider tödlich verwundet worden ist.
- 1973: Mit dem Waffenstillstand zwischen Israel und Ägypten endet der Jom-Kippur-Krieg.
- 1975: In Island nehmen etwa 90 % der weiblichen Einwohner an einem nationalen Frauenstreik teil und legen das Land lahm.
- 1980: Im Ersten Golfkrieg endet die über einen Monat währende Schlacht von Chorramschahr mit der Einnahme der iranischen Stadt durch irakische Truppen.
- 1990: In Ungarn wird die Todesstrafe vom Verfassungsgerichtshof für verfassungswidrig erklärt.
- 1993: Bei den Wahlen in Liechtenstein holt sich die Vaterländische Union ihre politische Vorrangstellung von der Fortschrittlichen Bürgerpartei zurück.
- 2002: In Bahrain findet der erste Wahlgang für die ersten Parlamentswahlen seit fast 30 Jahren statt. Der zweite Wahlgang erfolgt am 31. Oktober.
- 2003: Durch Bundestagsbeschluss verstärkt Deutschland sein Engagement in Afghanistan. Das führt im Herbst 2003 zur Einrichtung von zwei Außenstellen der Botschaft Kabul in Kundus und Herat.

### Wirtschaft
- 1929: Am „Schwarzen Donnerstag“ endet die jahrelange Hausse der New Yorker Börse. Die Weltwirtschaftskrise beginnt.
- 1956: Der Streik um die Lohnfortzahlung im Krankheitsfall beginnt in Schleswig-Holstein, der mit 114 Tagen Dauer der längste Streik in Deutschland seit 1905 werden wird.

### Wissenschaft und Technik
- 1824: Auf Anregung von Johann Wolfgang von Goethe wird in Frankfurt am Main ein Physikalischer Verein gegründet.
- 1851: William Lassell entdeckt die Uranusmonde Ariel und Umbriel.

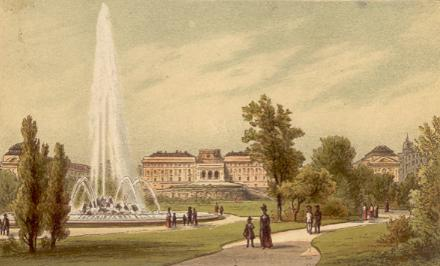
1873: Hochstrahlbrunnen

- 1873: Der österreichische Kaiser Franz Joseph I. eröffnet in Wien anlässlich der Weltausstellung die I. Wiener Hochquellenwasserleitung, die größte Wasserversorgungsanlage Europas. Unter anderem wird auch der Hochstrahlbrunnen auf dem Schwarzenbergplatz in Betrieb genommen.

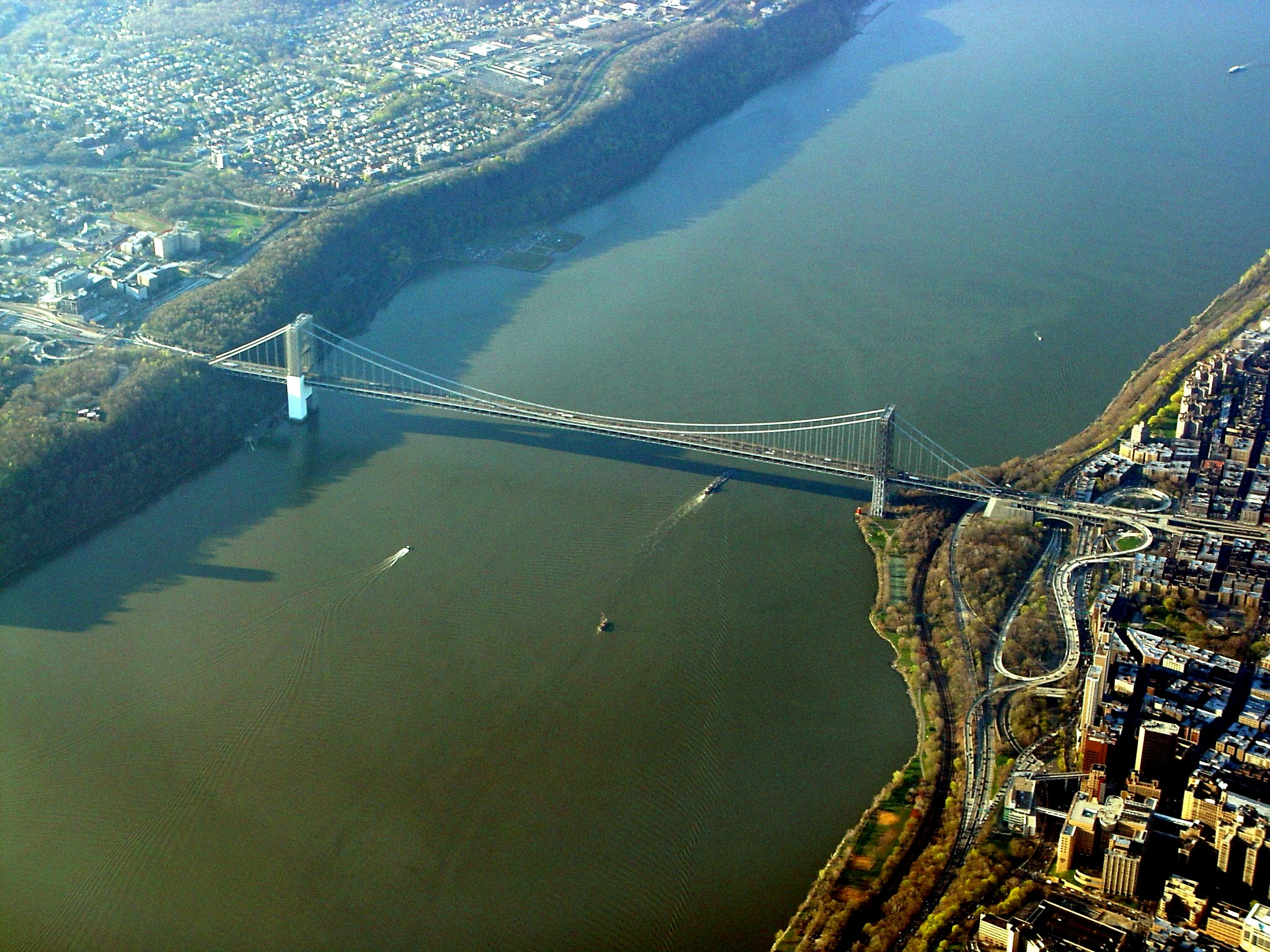
1931: George Washington Bridge

- 1931: Die George Washington Bridge zwischen New York City und New Jersey wird eröffnet.
- 1939: Das erfolgreichste US-Starrluftschiff, der in Deutschland gebaute Zeppelin LZ 126/ZR-3 USS Los Angeles, wird außer Dienst gestellt

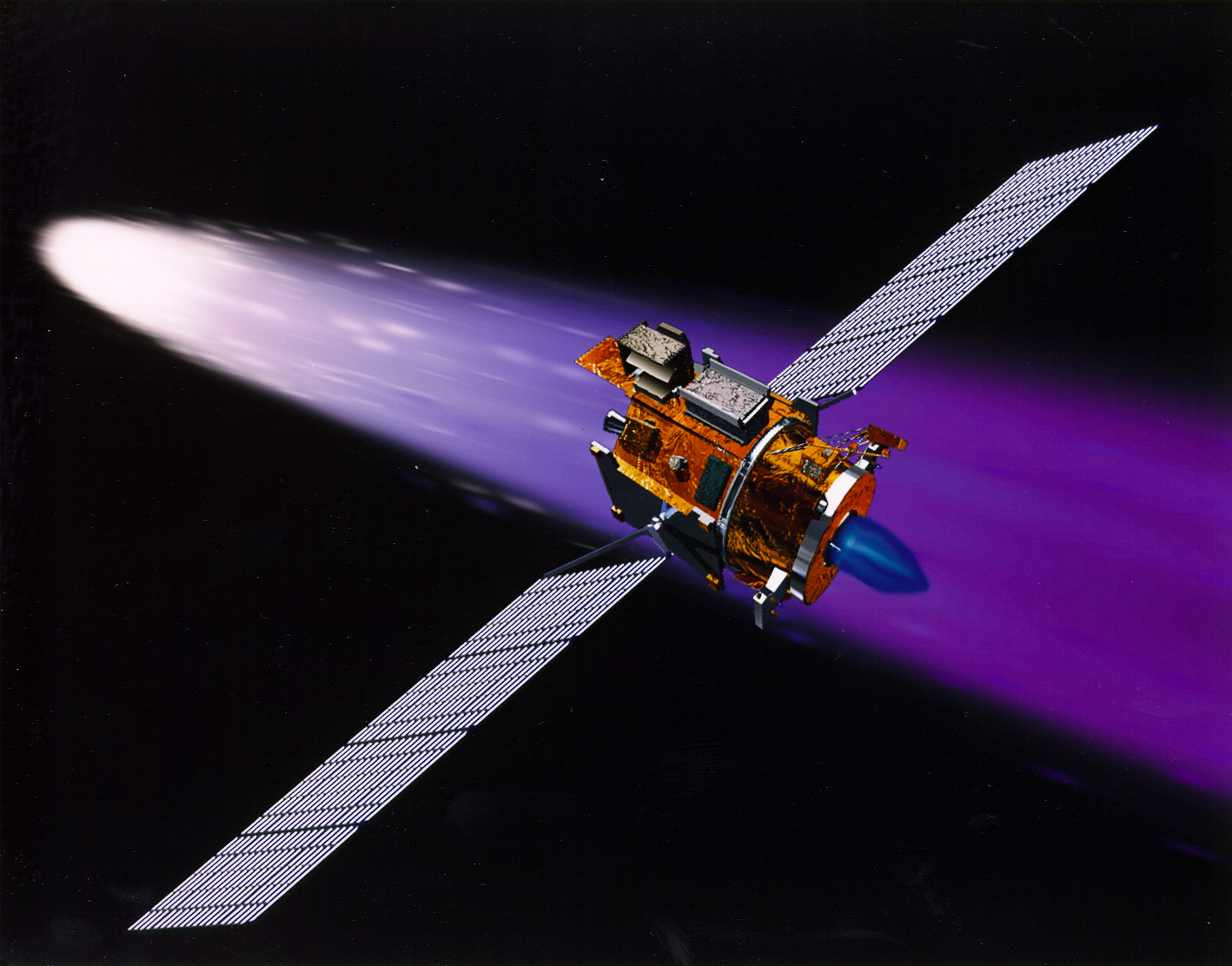
1998: Deep Space 1

- 1998: Von Cape Canaveral wird die Raumsonde Deep Space 1 als erstes Raumfahrzeug mit einem Ionenantrieb ins All geschossen.
- 2001: Die NASA-Raumsonde Mars Odyssey, erreicht den Orbit des Planeten Mars.
- 2003: Die Concorde startet zu ihrem letzten kommerziellen Flug von New York nach London.
- 2007: Die erste World Vision Kinderstudie wird herausgegeben.
- 2014: Alan Eustace springt im Rahmen des Projekts „StratEx“, bei einem Stratosphärensprung, aus 41 Kilometern Höhe ab und bricht somit den 2 Jahre zuvor aufgestellten Höhenrekord von Felix Baumgartner.

### Kultur
- 1828: Im sächsischen Großenhain entsteht in der ehemaligen Lateinschule mit der Vaterländischen Bürger-Bibliothek die erste deutsche Volksbibliothek auf Initiative von Karl Benjamin Preusker. Sie will mit Büchern alle Bevölkerungsschichten ansprechen.

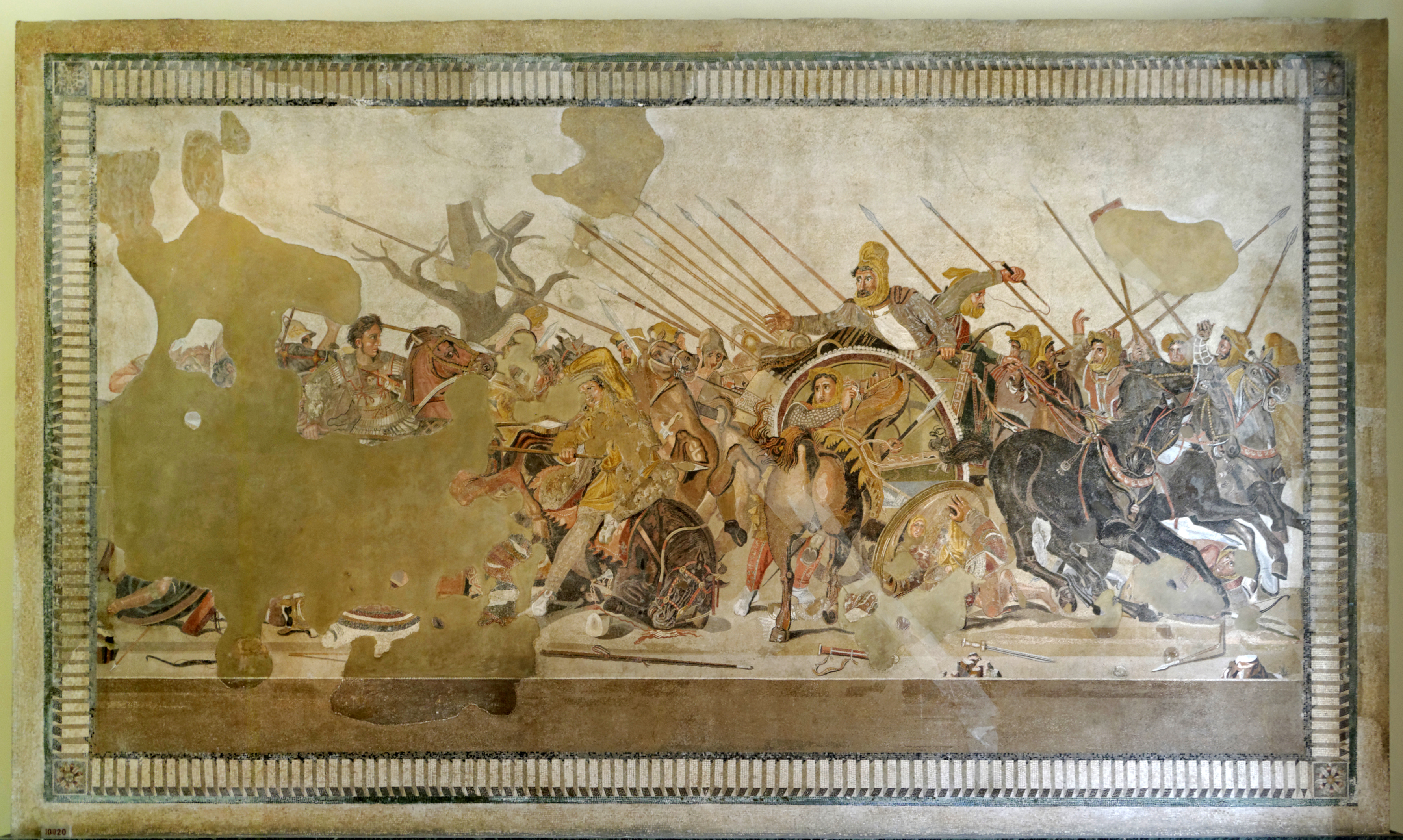
1831: Mosaik „Alexanderschlacht“

- 1831: In der Casa del Fauno (Haus des Fauns) in Pompeji wird das Mosaik zur „Alexanderschlacht“ im Fußboden gefunden.
- 1876: Die Uraufführung der komischen Operette Der Seekadett von Richard Genée findet am Theater an der Wien in Wien statt.
- 1885: Im Theater an der Wien wird die Operette Der Zigeunerbaron mit der Musik von Johann Strauss und nach dem Libretto Ignaz Schnitzers uraufgeführt.
- 1929: Virginia Woolfs feministischer Essay Ein Zimmer für sich allein erscheint.
- 1950: Die Freiheitsglocke im Turm des Schöneberger Rathauses, eine Nachbildung der Liberty Bell, wird eingeweiht.
- 1974: In Wien findet die deutschsprachige Erstaufführung des Musicals Gigi von Frederick Loewe und Alan Jay Lerner statt.
- 2012: Das von Dani Karavan entworfene Denkmal für die im Nationalsozialismus ermordeten Sinti und Roma Europas wird in Berlin eingeweiht.

### Gesellschaft

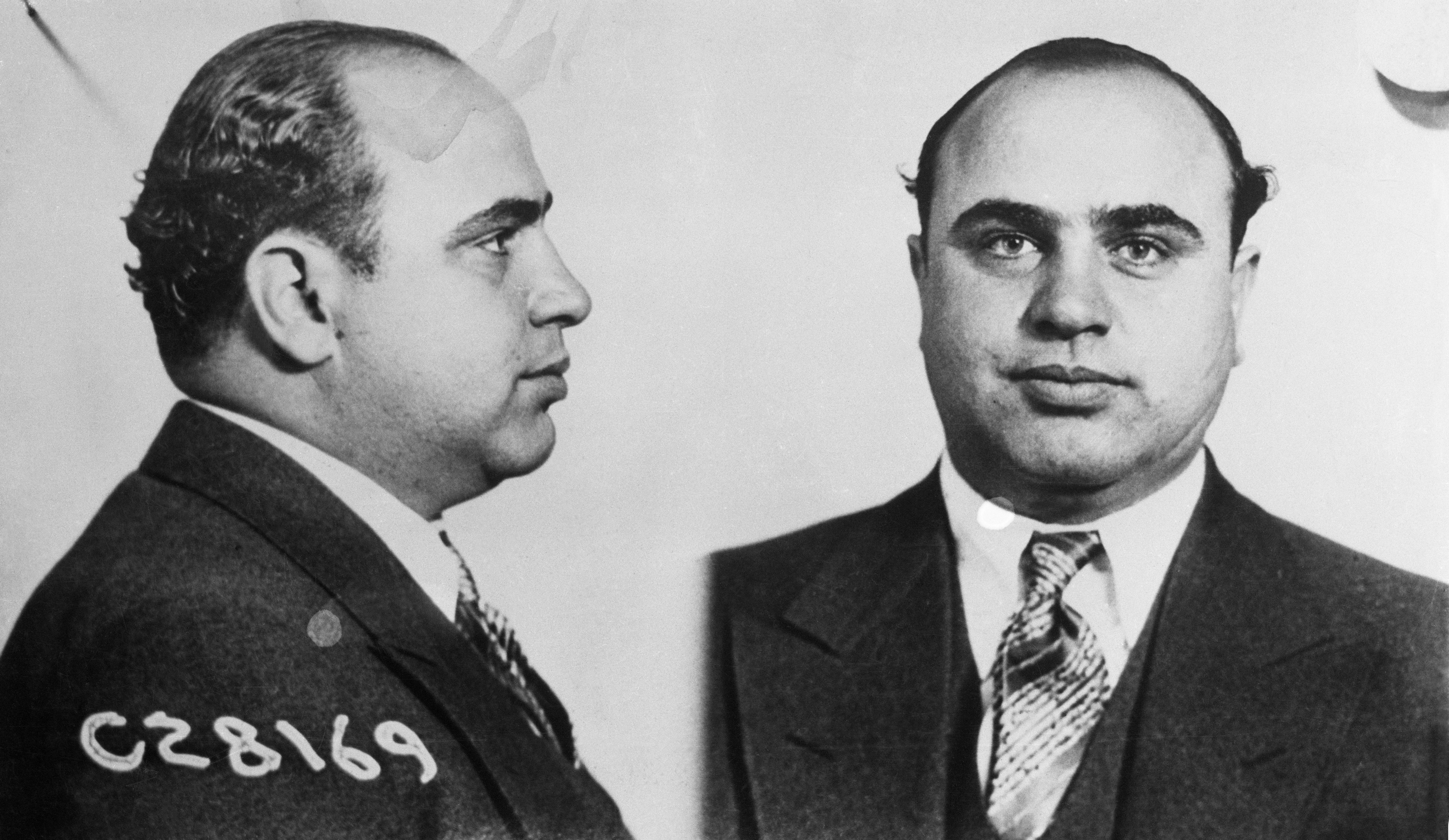
1931: Polizeifoto Al Capones

- 1931: Al Capone wird wegen Steuerhinterziehung zu 50.000 Dollar Strafe und elf Jahren Gefängnis verurteilt.
- 1996: In Saint Petersburg, Florida, erschießt ein weißer Polizist bei einer Verkehrskontrolle einen schwarzen Autofahrer. Der spätere Freispruch des Polizisten wird zu schweren Rassenausschreitungen und Plünderungen führen.
- 2002: John Allen Muhammad und Lee Boyd Malvo werden in Maryland verhaftet. Damit enden die Beltway Sniper Attacks.

### Religion
- 1260: Nach rund 65-jähriger Bauzeit erfolgt die Weihe der fertiggestellten hochgotischen Kathedrale von Chartres.
- 1817: Bayerns König Maximilian I. Joseph akzeptiert das mit dem Heiligen Stuhl ausgehandelte und nachgebesserte Konkordat. Es regelt unter anderem Fragen aus der Säkularisation des Kirchenbesitzes und der Mediatisierung der Reichsstände.

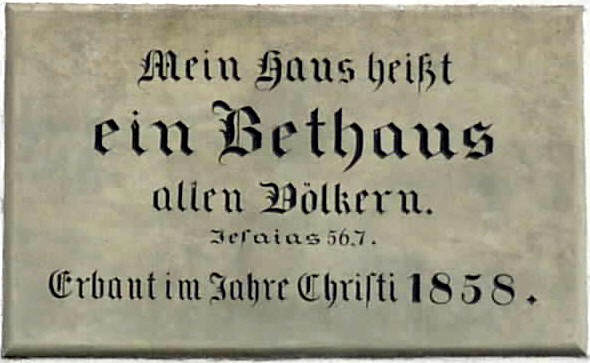
1858: Sandsteintafel am Bethaus-Giebel

- 1858: Das Bethaus der Baptisten in Jever wird seiner Bestimmung übergeben. Mitbeteiligt an den Einweihungsfeierlichkeiten sind Johann Gerhard Oncken und Julius Köbner sowie der Missionar August Friedrich Wilhelm Haese. Es handelt sich bei dem Bethaus um eine der ältesten Baptistenkirchen in Kontinentaleuropa.
- 1948: In der Enzyklika In multiplicibus curis ruft Papst Pius XII. zum Gebet für den Frieden in Palästina auf. Er fordert weiter internationale Garantien für den freien Zugang zu den Heiligen Stätten in Jerusalem.
- 1998: Lucian Pulvermacher erklärt sich zum Papst Pius XIII. Er ist Oberhaupt der True Catholic Church, einer sedisvakantistischen Religionsgruppe im Norden der USA.
- 2010: Otto Schaude wird ins Bischofsamt der Evangelisch-Lutherischen Kirche Ural, Sibirien und Ferner Osten eingeführt

### Katastrophen

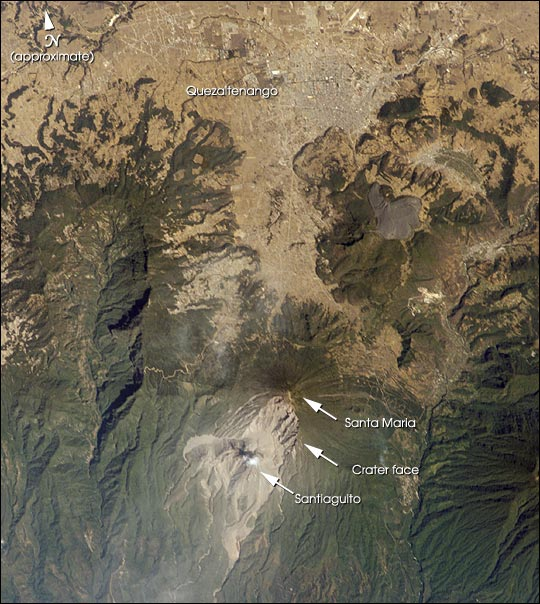
1902: Die Lage Quetzaltenangos und des Vulkans

- 1902: In Guatemala bricht der Vulkan Santa María aus. Der mehrtägige Ausbruch mit dem Vulkanexplosivitätsindex 6 ist der zweitschwerste Vulkanausbruch des 20. Jahrhunderts und zerstört die Stadt Quetzaltenango nahezu vollständig.
- 1919: Auf dem Gasplatz Breloh bei Munster explodieren über eine Million Kampfgasgranaten, die Gesamtopferzahl ist nicht bekannt.
- 1960: Bei der Erprobung einer militärischen Interkontinentalrakete vom Typ R-16 auf dem sowjetischen Raketenzentrum Baikonur kommt es zur Nedelin-Katastrophe, bei der mindestens 126 Menschen ums Leben kommen.
- 1963: Grubenunglück von Lengede: In einem Stollen der Eisenerzgrube Lengede-Broistedt im niedersächsischen Lengede bei Peine werden 129 Bergleute in 60 m Tiefe verschüttet.
- 2001: Durch den Zusammenstoss zweier Lastwagen im Gotthard-Strassentunnel wird ein Brand ausgelöst, bei dem elf Menschen sterben. Der Tunnel wird danach wegen Sanierungsarbeiten für zwei Monate geschlossen bleiben.

Kleinere Unglücksfälle sind in den Unterartikeln von Katastrophe und in der Liste von Katastrophen aufgeführt.

### Sport
- 1857: Mit dem englischen FC Sheffield wird der weltweit erste Fußballverein gegründet.

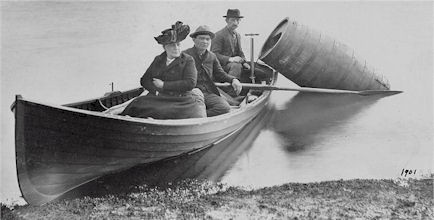
1901: Annie Taylor vor ihrer Fahrt

- 1901: Die 63-jährige Lehrerin Annie Taylor befährt als erster Mensch erfolgreich die Niagarafälle in einem Holzfass.
- 1909: In der französischen Hauptstadt wird das Stade de Paris eröffnet.
- 1964: In Tokio gehen die olympischen Sommerspiele zu Ende.

Einträge von Leichtathletik-Weltrekorden befinden sich unter der jeweiligen Disziplin unter Leichtathletik.

## Geboren

### Vor dem 18. Jahrhundert
- 0051: Domitian, römischer Kaiser
- 1378: David Stewart, 1. Duke of Rothesay, schottischer Thronerbe
- 1489: Raymund Fugger, Augsburger Patrizier, Reichsfürst und Kunstsammler
- 1503: Isabella von Portugal, römisch-deutsche Kaiserin und Königin von Spanien
- 1558: Szymon Szymonowic, polnischer Dichter und Dramatiker
- 1561: Anthony Babington, Hauptbeschuldigter der Babington-Verschwörung
- 1575: Pierre de Conty d’Argencour, französischer Festungsbaumeister
- 1601: Alvise Contarini, 106. Doge von Venedig
- 1607: Jan Lievens, niederländischer Maler

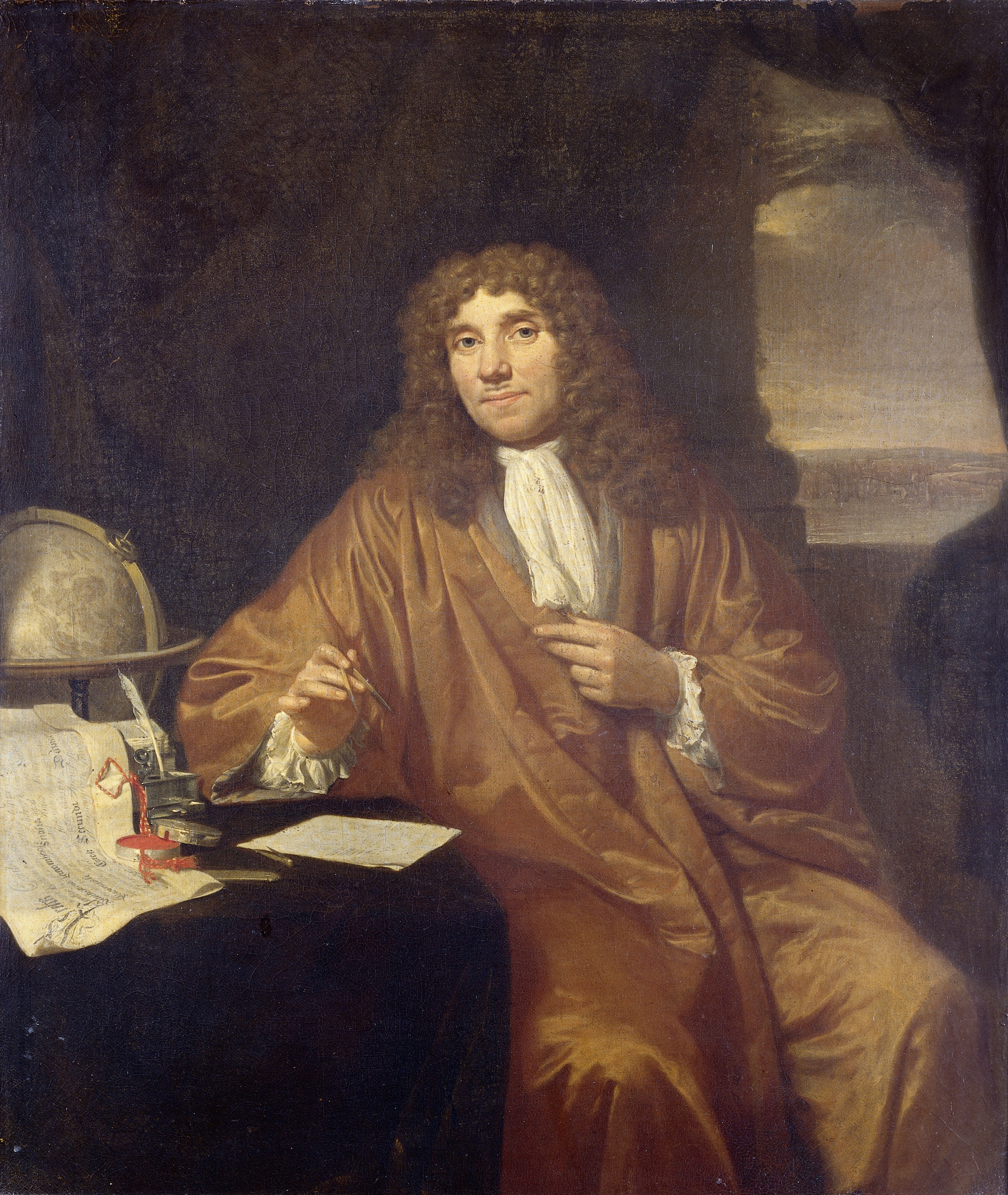
Antoni van Leeuwenhoek (* 1632)

- 1632: Antoni van Leeuwenhoek, niederländischer Naturforscher und Mikroskopbauer
- 1641: Christian Röhrensee, deutscher Ethiker und Politikwissenschaftler
- 1667: Sophie Christiane von Wolfstein, Markgräfin von Brandenburg-Kulmbach
- 1669: Johann Joseph Seyler, deutscher Pädagoge und Theologe
- 1679: Johann Adolph von Ahlefeldt, Gutsherr der Güter Buckhagen, Giffelfeldt, Raskenberg und Priesholz
- 1685: Charles Alston, schottischer Mediziner und Botaniker
- 1693: Hans Moritz von Brühl, Wirklicher Geheimer Rat, General der Kavallerie und Statthalter der Deutschordensballei Thüringen

### 18. Jahrhundert
- 1712: Johanna Elisabeth von Schleswig-Holstein-Gottorf, Fürstin von Anhalt-Zerbst, Mutter der Zarin Katharina II.
- 1727: Johann Martin Will, deutscher Kupferstecher, Künstler, Verleger und Herausgeber
- 1731: François de Cuvilliés der Jüngere, deutscher Baumeister
- 1733: Georg Friedrich Seiler, deutscher Theologe und Hochschullehrer
- 1734: Anna Göldi, Schweizer Magd, als letzte Hexe Europas hingerichtet
- 1738: Georg Martin von Lubomirski, polnischer General

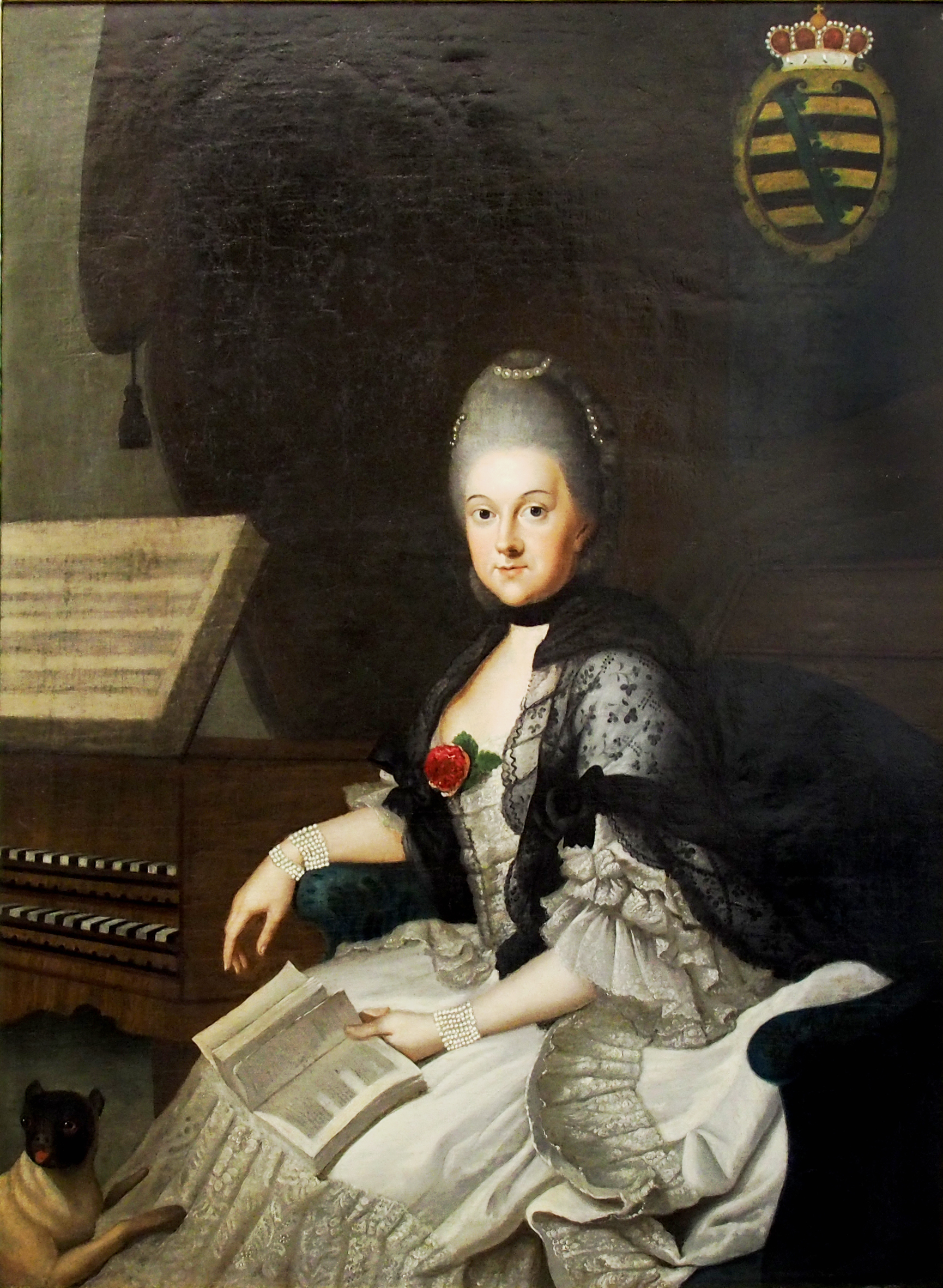
Anna Amalia von Braunschweig-Wolfenbüttel (* 1739)

- 1739: Anna Amalia von Braunschweig-Wolfenbüttel, deutsche Regentin, Mäzenin und Komponistin
- 1746: Edmond Dubois-Crancé, französischer Politiker und General
- 1749: Jared Ingersoll, US-amerikanischer Jurist und Politiker
- 1753: Marian Dobmayer, deutscher Priester und Theologe
- 1754: Georg Scholl, deutsch-österreichischer Gärtner
- 1756: Hartwig Johann Christoph von Hedemann, deutscher Generalmajor
- 1761ː Marie von Kleist, deutsche Salonnière, Vertraute Heinrich von Kleists
- 1762: Johann Wilhelm Tolberg, westfälischer Mediziner
- 1764: Dorothea Brendel Mendelssohn, deutsche Literaturkritikerin und Schriftstellerin der Romantik, Ehefrau von Friedrich Schlegel
- 1767: Jacques Laffitte, französischer Bankier und Politiker
- 1769: James Pleasants, US-amerikanischer Politiker
- 1770: Karl Emanuel von Savoyen-Carignan, Fürst von Carignan
- 1771: Friedrich Benjamin Bucher, sächsischer Jurist, Wirtschaftspolitiker und Übersetzer
- 1771: Johannes Weitzel, deutscher Schriftsteller, Verleger und Bibliothekar
- 1773: John Elliott, US-amerikanischer Politiker
- 1774: Karl Ernst Schmid, deutscher Rechtswissenschaftler
- 1783: Friedrich Knie, Begründer der Zirkusdynastie Knie
- 1784: Marco Berra, italienischer Musikverleger in Prag
- 1788: Carl Franz Edlinger, deutscher Maler und Zeichenlehrer
- 1793: Wilhelm August Graah, dänischer Marineoffizier und Polarforscher
- 1794: Friedrich von Gagern, deutscher General
- 1796: August Graf von Platen, deutscher Lyriker
- 1798: Wilhelm Amandus Auberlen, württembergischer Lehrer, Musiker und Komponist

### 19. Jahrhundert

#### 1801–1850

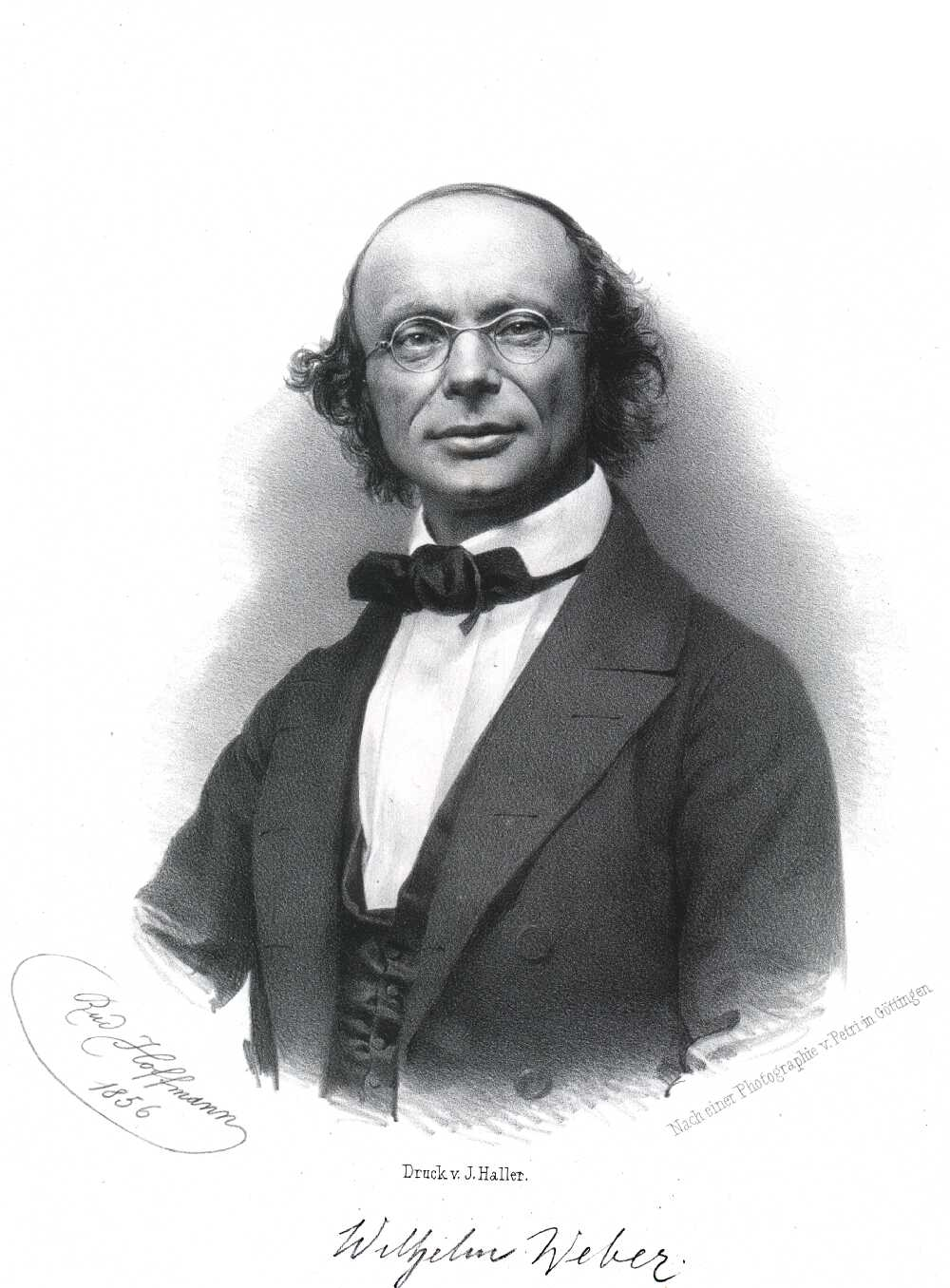
Wilhelm Weber (* 1804)

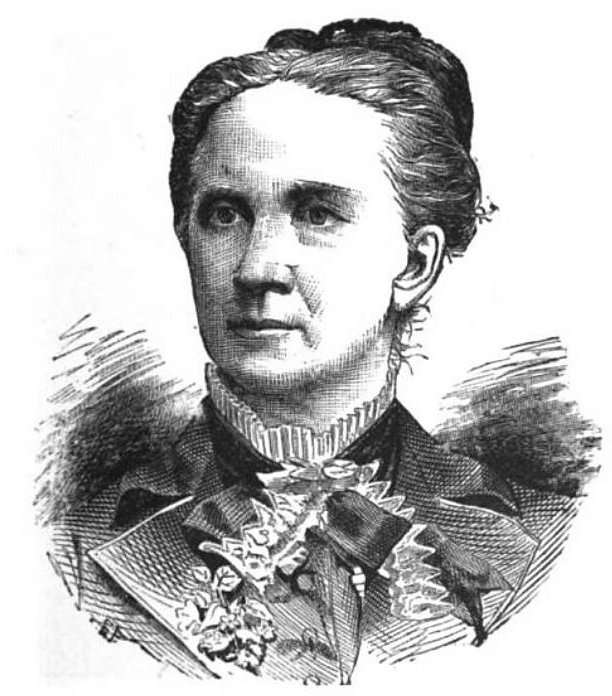
Belva Ann Lockwood (* 1830)

- 1804: Wilhelm Weber, deutscher Physiker
- 1808: Bernhard von Cotta, deutscher Geologe
- 1811: Friedrich Anton Wilhelm Miquel, deutscher Botaniker
- 1815: Jules Moinaux, französischer Librettist
- 1821: Carl Franz Bally, Schweizer Unternehmer
- 1821: Philipp Ludwig von Seidel, deutscher Mathematiker und Astronom
- 1822ː Emilie Conradi, Schwester von Karl Marx
- 1830ː Belva Ann Lockwood, US-amerikanische Anwältin und Frauenrechtlerin
- 1830: Marianne North, britische Malerin
- 1837: Heinrich Christian Horn, deutscher Unternehmer
- 1838: Emil Frey, Schweizer Politiker
- 1838: James Maybrick, englischer Baumwollhändler, angeblich identisch mit Jack the Ripper
- 1838: Annie Taylor, US-amerikanische Lehrerin, erfolgreiche Erstbefahrerin der Niagarafälle
- 1842: Josef Nešvera, tschechischer Komponist
- 1844: Karl Lueger, österreichischer Politiker
- 1845: Melchior Neumayr, österreichischer Paläontologe
- 1846: Georg Adam Strohecker, deutscher Schauspieler
- 1847: John P. Buchanan, US-amerikanischer Politiker
- 1848: Oltmann Johann Dietrich Ahlers, deutscher Reedereidirektor

#### 1851–1900

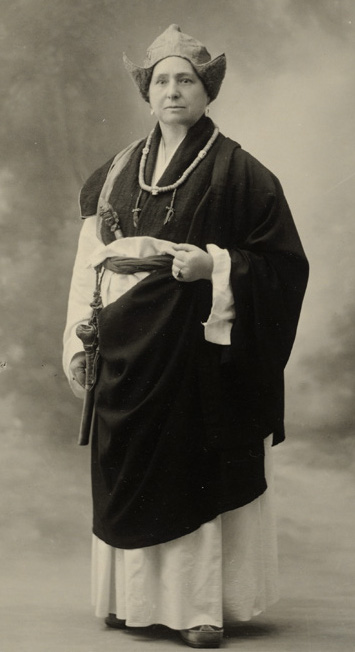
Alexandra David-Néel (* 1868)

- 1854: Hendrik Willem Bakhuis Roozeboom, niederländischer Chemiker
- 1857: Erich Aron, deutscher Jurist, Landgerichtsdirektor und Hochschullehrer
- 1861: Fritz Drechsler, deutscher Architekt
- 1862: Philipp Siesmayer, deutscher Gartenarchitekt
- 1864: Franco Leoni, italienischer Komponist
- 1865: Edgar Herfurth, deutscher Zeitungsverleger
- 1865ː Anna von Welck, 47. Äbtissin des Klosters Drübeck
- 1868: Alexandra David-Néel, französische Schriftstellerin
- 1868: Fritz Hoffmann-La Roche, Gründer von Hoffmann-La Roche
- 1869: Otto Plasberg, deutscher Altphilologe
- 1874: Robert Zimmermann, Schweizer Jesuit, Hochschullehrer und Sprachwissenschaftler
- 1875: Fanny Starhemberg, österreichische Politikerin
- 1876: Paul Philippe Cret, französisch-US-amerikanischer Architekt, Industriedesigner und Hochschullehrer
- 1877: Pawel Grigorjewitsch Tschesnokow, russischer Komponist und Chorleiter
- 1879: Friedrich Jähne, deutscher Ingenieur und Unternehmer
- 1880: Juliusz Wertheim, polnischer Pianist, Komponist, Dirigent und Hochschullehrer
- 1881: Paul Basilius Barth, Schweizer Kunstmaler
- 1882: Hans Flatterich, deutscher Journalist und Politiker
- 1882: Emmerich Kálmán, ungarischer Komponist
- 1883: Walter Buch, deutscher NS-Parteifunktionär
- 1883: Paul Scheurich, deutscher Maler, Grafiker und Kleinplastiker
- 1884: Hertha Koenig, deutsche Schriftstellerin und Lyrikerin, Salonnière
- 1886: Delmira Agustini, uruguayische Dichterin
- 1886: Grigori Ordschonikidse, sowjetischer Politiker
- 1887: Giuseppe Armellini, italienischer Astronom
- 1887: Curt Proskauer, deutschamerikanischer Zahnarzt und Medizinhistoriker
- 1889: Nils Gustaf Andersson, schwedischer Schwimmer
- 1889: Clovis Trouille, französischer Maler
- 1890: Kathleen Lockhart Manning, US-amerikanische Komponistin
- 1891: Rafael Leónidas Trujillo Molina, Diktator der Dominikanischen Republik
- 1892: Marius Casadesus, französischer Musiker und Komponist
- 1892: Rafael Hernández Marín, puerto-ricanischer Komponist

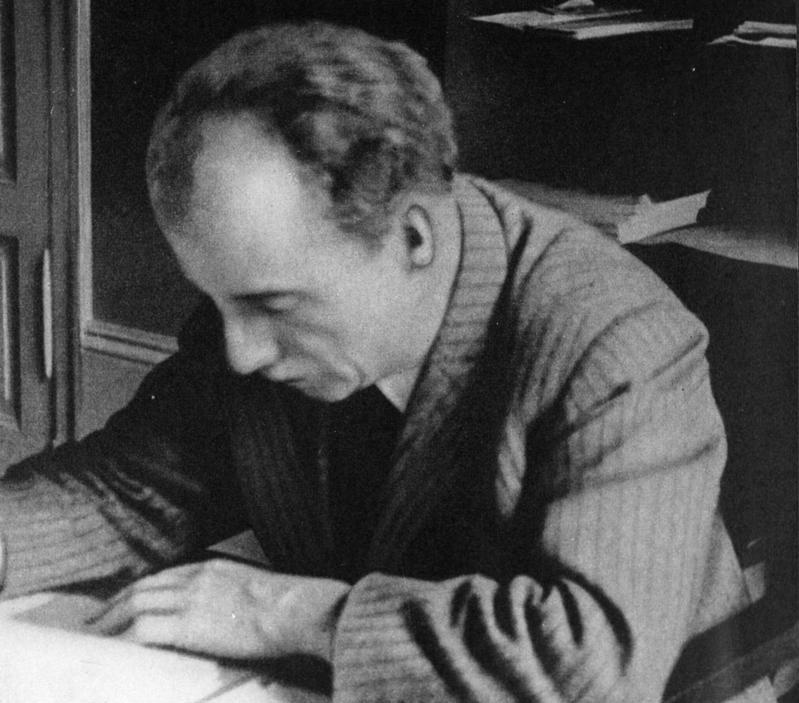
Kurt Huber (* 1893)

- 1893: Kurt Huber, deutscher Musikwissenschaftler, Volksliedforscher und Psychologe, Mitglied der Widerstandsgruppe Weiße Rose, NS-Opfer
- 1894: Max Reichpietsch, deutscher Matrose und ein Führer des Matrosenaufstands
- 1895: Josef Pelz von Felinau, deutscher Schriftsteller, Schauspieler, Drehbuch- und Hörspielautor
- 1896: Karlfried Graf Dürckheim, deutscher Psychotherapeut
- 1897: Lazar Weiner, US-amerikanischer Komponist und Chorleiter
- 1900: Paul Brosselin, französischer Automobilrennfahrer
- 1900: Karl Ottó Runólfsson, isländischer Komponist

### 20. Jahrhundert

#### 1901–1925

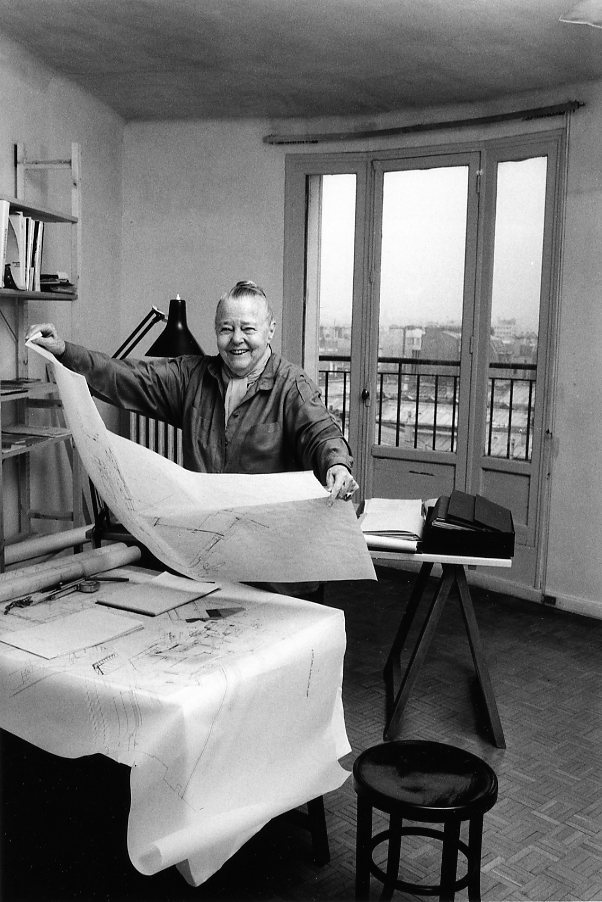
Charlotte Perriand (* 1903)

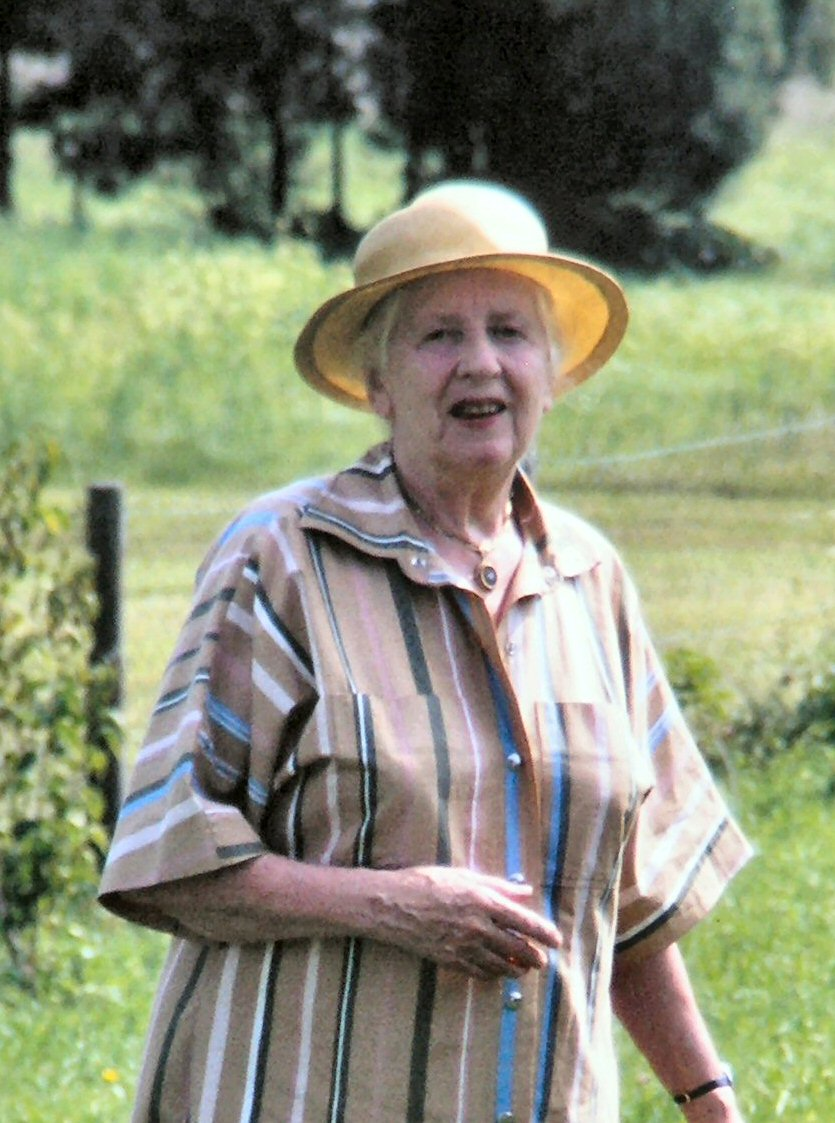
Marie Louise von Motesiczky (* 1906)

- 1903: Charlotte Perriand, französische Architektin
- 1904: Theodor Eschenburg, deutscher Politikwissenschaftler, Publizist und Staatsrechtler
- 1904: Moss Hart, US-amerikanischer Schriftsteller
- 1904: Egon Strohm, deutscher Journalist, Schriftsteller und Übersetzer
- 1905: Otto Abel, deutscher Kirchenliedkomponist
- 1906: Marie-Louise von Motesiczky, österreichische Malerin des Expressionismus
- 1907: Albert Hoffmann, deutscher Kaufmann und Parteifunktionär, NS-Gauleiter
- 1907: Gottfried Talle, deutscher Polizist
- 1909: Ursula Brumm, deutsche Amerikanistin
- 1909: Bill Carr, US-amerikanischer Sprinter, Olympiasieger
- 1911: Sonny Terry, US-amerikanischer Musiker
- 1912: Johannes Petzold, deutscher Kirchenmusiker, Komponist und Dozent
- 1914: Charles Howard Anderson, US-amerikanischer Vielseitigkeitsreiter, Olympiasieger
- 1914: Karl Kotratschek, österreichischer Leichtathlet
- 1916: Pierre Sancan, französischer Komponist
- 1918: Bobby Gimby, kanadischer Bandleader, Trompeter und Songwriter
- 1919: Joseph Khoury, libanesischer Erzbischof
- 1920: Robert Coffy, französischer Geistlicher, Erzbischof von Marseille, Kardinal
- 1920: Robert Greacen, irischer Dichter
- 1920: Doris Kahane, deutsche Künstlerin
- 1920: Anna Maria Praschl, österreichische Politikerin
- 1921: Ulrich Berger, deutscher Gewerkschafter und Politiker, MdB
- 1921: Rafa Galindo, venezolanischer Sänger
- 1921: Flor Roffé de Estévez, venezolanische Musikpädagogin und Komponistin
- 1922: Horst Stern, deutscher Journalist und Autor
- 1924: Aziz Ab'Sáber, brasilianischer physischer Geograph
- 1924: George Amick, US-amerikanischer Automobilrennfahrer
- 1924: Carlos Najurieta, argentinischer Automobilrennfahrer
- 1925: Luciano Berio, italienischer Komponist
- 1925ː Marion van de Kamp, deutsche Schauspielerin
- 1925: Willie Mabon, US-amerikanischer R&B-Sänger
- 1925: Pierre Monichon, französischer Musikpädagoge und -wissenschaftler, Erfinder des Harmonéon

#### 1926–1950
- 1926: Corrado Olmi, italienischer Schauspieler
- 1927: Domenico Amoroso, italienischer Ordenspriester und Bischof
- 1927: Gilbert Bécaud, französischer Chansonnier
- 1927: Jean-Claude Pascal, französischer Modedesigner, Schauspieler und Sänger
- 1929: Nuno Krus Abecasis, portugiesischer Politiker
- 1929: Heinrich Amtmann, österreichischer Politiker
- 1929: Hubert Aquin, kanadischer Schriftsteller
- 1929: George Crumb, US-amerikanischer Komponist
- 1930: Jack Angel, US-amerikanischer Synchronsprecher
- 1930: Big Bopper, US-amerikanischer Sänger und Songschreiber
- 1930: Johan Galtung, norwegischer Friedens- und Konfliktforscher
- 1930: James Scott Douglas, britischer Automobilrennfahrer
- 1931: Sofia Gubaidulina, russische Komponistin

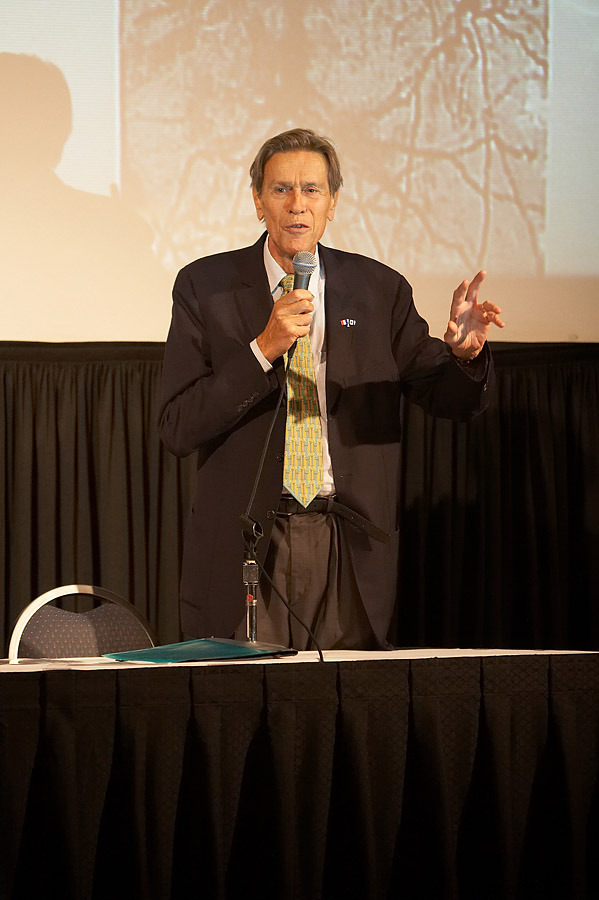
Pierre-Gilles de Gennes (* 1932)

- 1932: Pierre-Gilles de Gennes, französischer Physiker, Nobelpreisträger
- 1932: Adrian Mitchell, britischer Schriftsteller
- 1932: Robert Mundell, kanadischer Volkswirt
- 1933: Earl Anderza, US-amerikanischer Altsaxophonist
- 1933: Joram Aridor, israelischer Politiker
- 1933: Reginald und Ronald Kray, englische Verbrecher
- 1933: Jun’ichi Watanabe, japanischer Schriftsteller
- 1934: Samuel Bonis, US-amerikanischer Geologe und Vulkanologe
- 1934: Jean-Baptiste Gourion, algerischer Bischof
- 1935: Irene Brütting, deutsche Leichtathletin
- 1935: Hermann Matschiner, deutscher Chemiker und Hochschullehrer
- 1935: Marek Piwowski, polnischer Regisseur
- 1936: Jüri Arrak, estnischer Maler, Graphiker, Kunstschmied und Animationskünstler
- 1936: Friedrich Blumenröhr, deutscher Jurist, Richter am Bundesgerichtshof
- 1936: Bill Wyman, britischer Rockmusiker (Rolling Stones)
- 1937: Anni Jung, deutsche Keramikerin, Malerin und Grafikerin
- 1938: Fernand Goyvaerts, belgischer Fußballspieler
- 1938: Klaus Matischak, deutscher Fußballspieler
- 1938: Odean Pope, US-amerikanischer Jazzmusiker
- 1939: F. Murray Abraham, US-amerikanischer Schauspieler
- 1939: Brigitte Beier, deutsche Schauspielerin
- 1939: Wilhelm von Sternburg, deutscher Publizist und Autor von Biographien
- 1939: Ramasamy Subramaniam, malaysischer Leichtathlet
- 1940: Giacomo Bulgarelli, italienischer Fußballspieler
- 1940: Martin Campbell, neuseeländischer Filmregisseur
- 1940: Jörg-Dietrich Hoppe, deutscher Mediziner, Präsident der Bundesärztekammer und des Deutschen Ärztetages
- 1941: Sally Daley, US-amerikanische Komponistin, Organistin und Kirchenmusikerin
- 1942: Rolf Blättler, Schweizer Fußballspieler
- 1942: Fritz Feister, deutscher Fußballspieler
- 1943: Seppo Paakkunainen, finnischer Jazzsaxophonist und -komponist
- 1944: Ted Templeman, US-amerikanischer Musikproduzent
- 1946: Everett Dunklee, US-amerikanischer Skilangläufer
- 1946: Kristina Richter, deutsche Handballspielerin
- 1946: Thorkild Thyrring, dänischer Automobilrennfahrer
- 1947: Gerhard Abraham, österreichischer Politiker

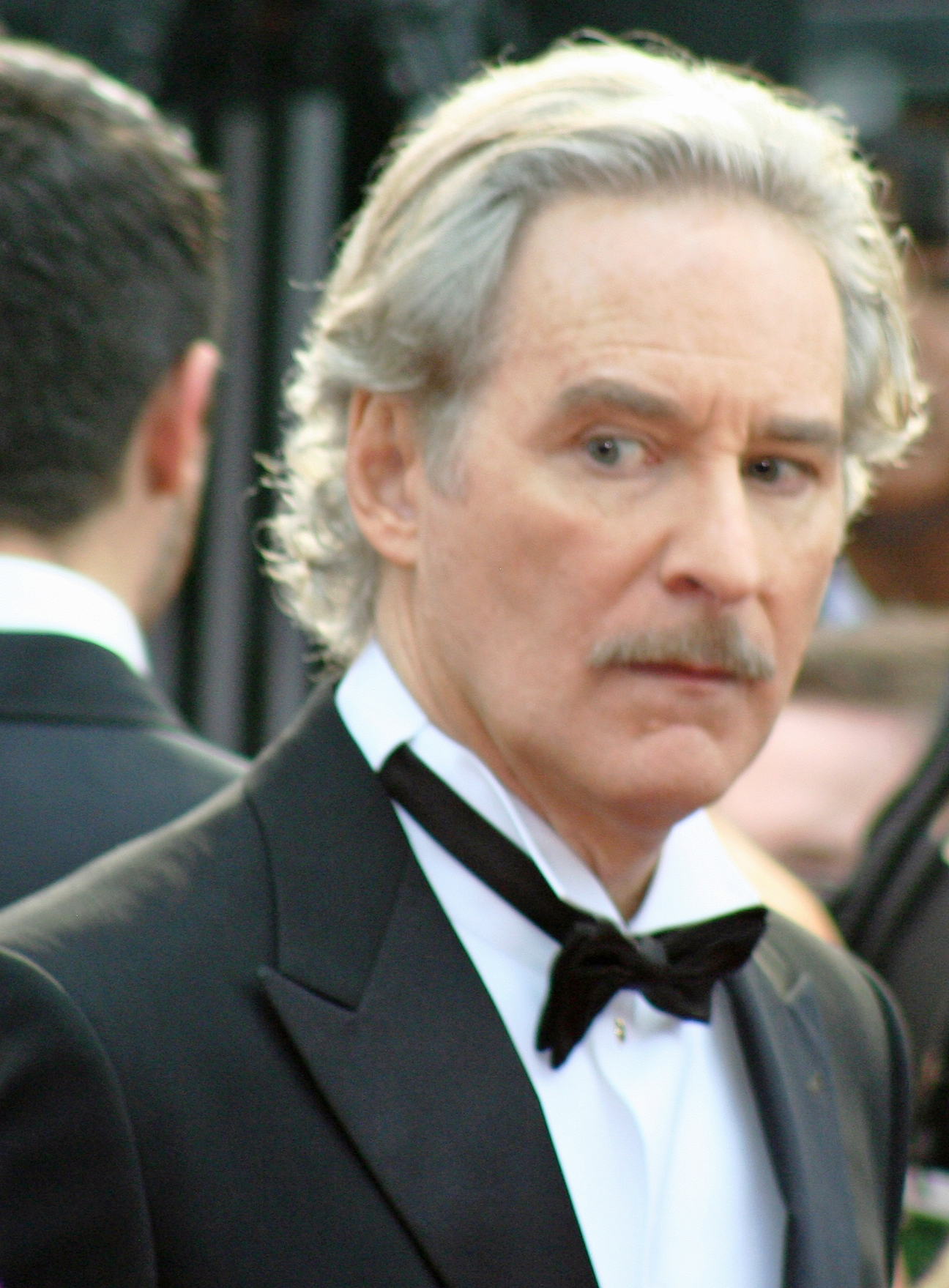
Kevin Kline (* 1947)

- 1947: Kevin Kline, US-amerikanischer Schauspieler
- 1948: Kurt Aeschbacher, Schweizer Fernsehmoderator
- 1948: Barry Ryan, britischer Sänger und Songschreiber
- 1948: Paul Ryan, britischer Sänger und Songschreiber
- 1949: De Aal, niederländischer Schlagersänger
- 1949: Nick Ainger, britischer Politiker

#### 1951–1975

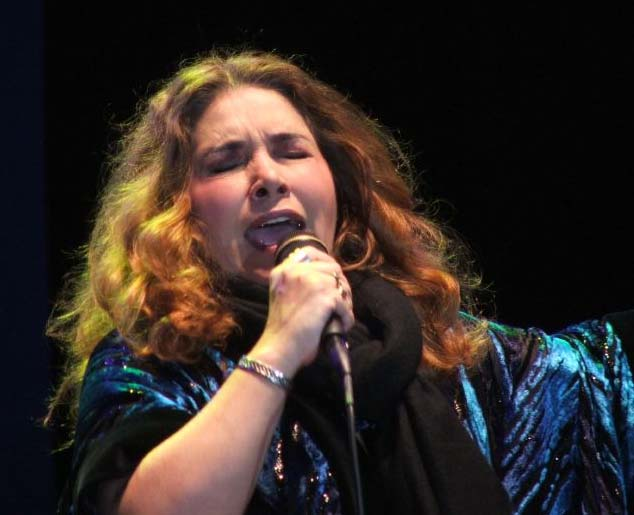
Tania Libertad (* 1952)

- 1951: Todd Crespi, US-amerikanischer Schauspieler und Maler
- 1951: Chris von Rohr, Schweizer Rockmusiker
- 1951: Hans Summer, österreichischer Radrennfahrer
- 1952: Tania Libertad, peruanisch-mexikanische Sängerin
- 1952: Ney Rosauro, brasilianischer Komponist, Marimbavirtuose und Dirigent

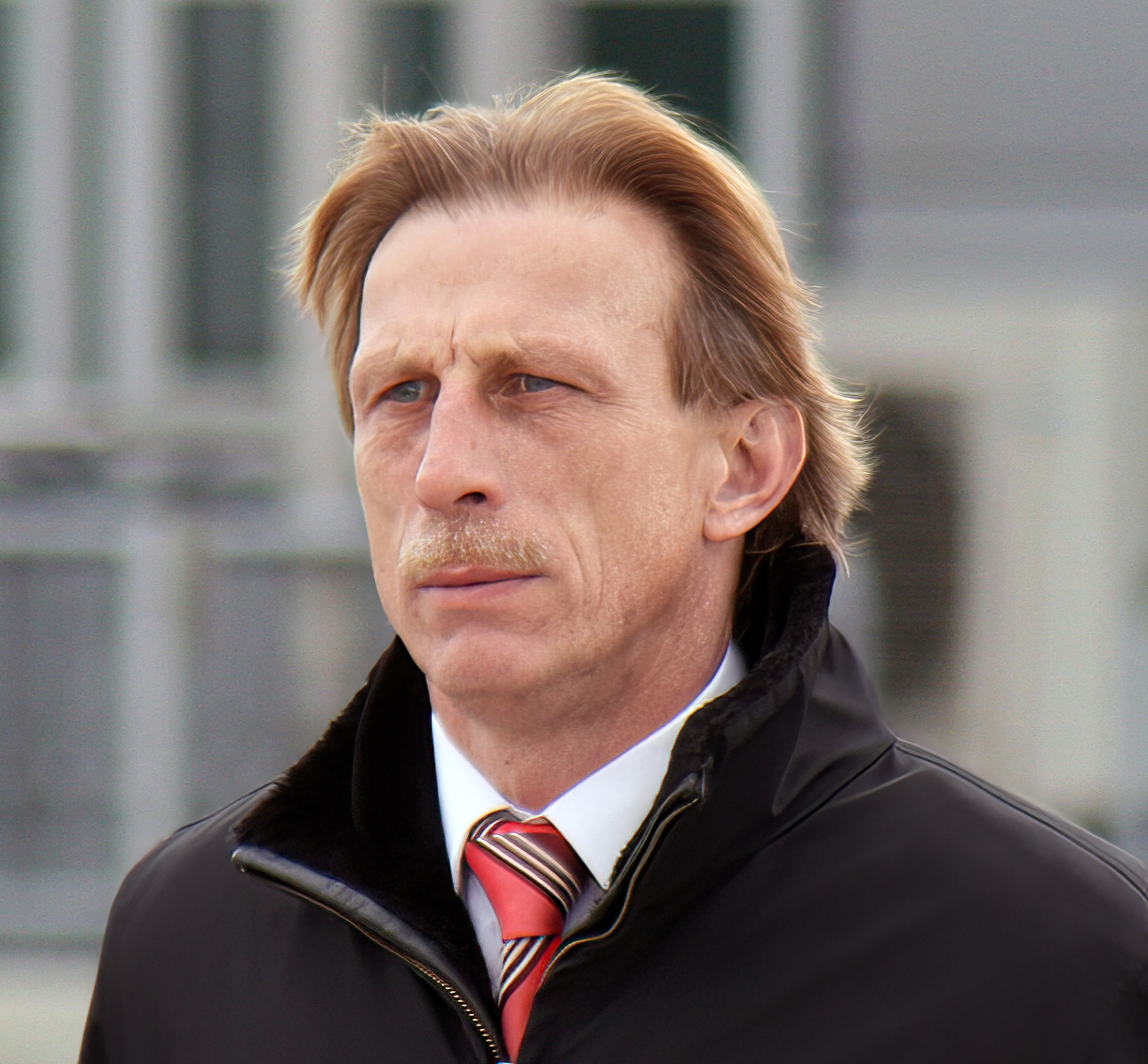
Christoph Daum (* 1953)

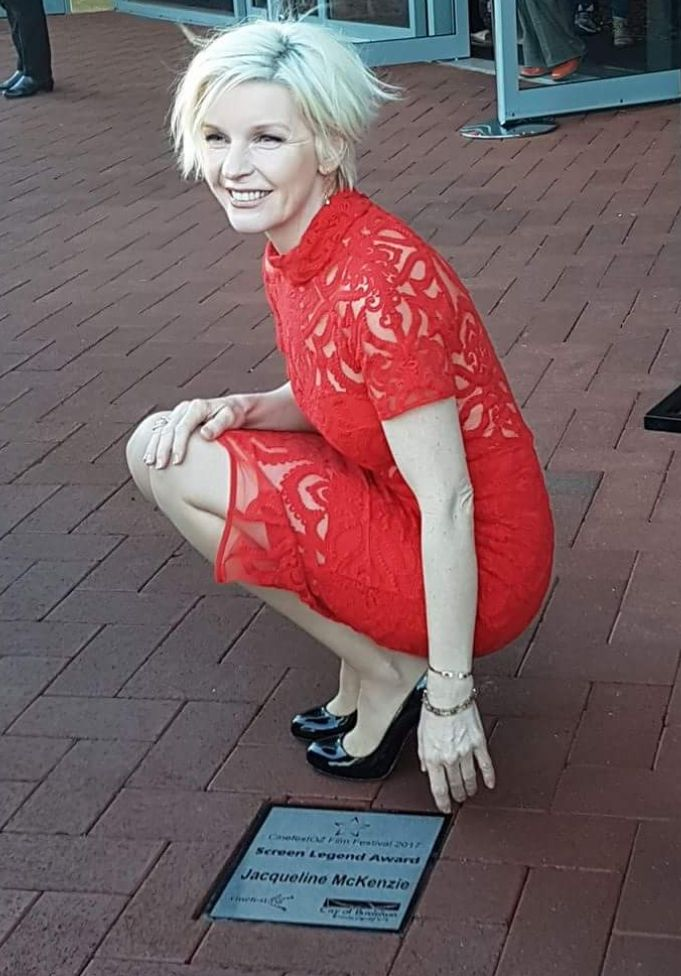
Jacqueline McKenzie (* 1967)

- 1953: Christoph Daum, deutscher Fußballtrainer
- 1953: Rudolf Matter, Schweizer Journalist, Direktor Schweizer Radio und Fernsehen
- 1954: Joseph Falaky Nagy, US-amerikanischer Sprachwissenschaftler
- 1955: Jay Anderson, US-amerikanischer Kontrabassist
- 1955: Karen Austin, US-amerikanische Schauspielerin
- 1956: Karl Karst, deutscher Hörfunkjournalist
- 1957: Jean-Jacques Martin, französischer Comiczeichner
- 1955: Marco Bechis, italienisch-argentinischer Filmregisseur und Drehbuchautor
- 1958: Vincent K. Brooks, US-amerikanischer General
- 1959: Rowland S. Howard, australischer Rockmusiker, Gitarrist und Songwriter
- 1959: Jouni Yrjölä, finnischer Schachgroßmeister
- 1960: Bernd Andler, deutscher Handballschiedsrichter
- 1960: Buschra al-Assad, syrische Politikerin
- 1960: Wolfgang Güllich, deutscher Sportkletterer
- 1960: Christoph Schlingensief, deutscher Film- und Bühnenregisseur, Talkmaster und Politiker
- 1961: Rick Margitza, US-amerikanischer Jazzmusiker
- 1962: Mark Miller, US-amerikanischer Endurosportler und Marathonrallyefahrer
- 1962: Abel Antón Rodrigo, spanischer Langstreckenläufer
- 1964: Frode Grodås, norwegischer Fußballtrainer
- 1964: Jana Grzimek, deutsche Bildhauerin
- 1964: Frank Mentrup, deutscher Politiker
- 1965: József Ács, ungarischer Schriftsteller
- 1965: Zsuzsa Bánk, deutsche Schriftstellerin
- 1965: Bernhard Schadeberg, deutscher Unternehmer
- 1966: Roman Abramowitsch, russischer Unternehmer
- 1967: Jacqueline McKenzie, australische Schauspielerin
- 1967: Robert Julien, kanadischer Automobilrennfahrer
- 1968: Kim Sanders, US-amerikanische Sängerin und Komponistin
- 1969: Katalin Gödrös, Schweizer Regisseurin, Filmproduzentin und Drehbuchautorin
- 1971: Caprice Bourret, US-amerikanisches Fotomodell, Moderatorin und Schauspielerin
- 1972: Matt Hemingway, US-amerikanischer Hochspringer
- 1972: Tino Mogensen, dänischer Handballspieler
- 1974: César Aparecido Rodrigues, brasilianischer Fußballspieler
- 1974: Catherine Sutherland, US-amerikanische Schauspielerin
- 1975: Max Giermann, deutscher Schauspieler und Comedian

#### 1976–2000
- 1976: Simone Lange, deutsche Politikerin (SPD)
- 1976: Yasser Shahin, australischer Unternehmer und Autorennfahrer
- 1977: Stephanie Rupprecht, deutsche Juristin und Autorin
- 1978: Thimon von Berlepsch, deutscher Zauberkünstler
- 1979: Amanda Aardsma, US-amerikanische Schauspielerin
- 1979: Peter Becker, deutscher Schauspieler
- 1980: Jan Hartmann, deutscher Schauspieler
- 1980: Matthew Amoah, ghanaischer Fußballspieler
- 1980: Leandro Grech, argentinischer Fußballspieler
- 1980: Christian Vander, deutscher Fußballspieler
- 1981: Kemal Aslan, türkischer Fußballspieler
- 1981: Natalie Langer, deutsche Fernsehmoderatorin
- 1981: Jemima Rooper, britische Schauspielerin
- 1981: Tila Tequila, vietnamesisches Model und Sängerin
- 1981: Gernot Blümel, österreichischer Politiker
- 1982: Ricardo André, portugiesischer Fußballspieler
- 1982: Fairuz Fauzy, malaysischer Automobilrennfahrer
- 1983: Mikkel Beckmann, dänischer Fußballspieler
- 1983: Zoya Douchine, russisch-deutsche Eiskunstläuferin
- 1983: Katie McGrath, irische Schauspielerin
- 1983: Brian Vickers, US-amerikanischer Automobilrennfahrer
- 1985: Wayne Rooney, englischer Fußballspieler
- 1986: Niko Bungert, deutscher Fußballspieler
- 1986: Aubrey Drake Graham, kanadischer Schauspieler, Rapper und R&B-Sänger
- 1987: Wladlena Eduardowna Bobrownikowa, russische Handballspielerin
- 1988: Daniel McKenzie, britischer Automobilrennfahrer
- 1988: Amissi Tambwe, burundischer Fußballspieler
- 1988: Hideki Yamauchi, japanischer Automobilrennfahrer
- 1989: Felix Banaszak, deutscher Politiker
- 1989: Carmen Aub, mexikanische Schauspielerin
- 1989: Cristian Gamboa, costa-ricanischer Fußballspieler
- 1989: Shenae Grimes, kanadische Schauspielerin
- 1989: Maren Hammerschmidt, deutsche Biathletin
- 1989: PewDiePie, schwedischer YouTuber
- 1989: Eliza Taylor, australische Schauspielerin
- 1990: İlkay Gündoğan, deutscher Fußballspieler
- 1990: Florian Niederlechner, deutscher Fußballspieler
- 1990: Danilo Petrucci, italienischer Motorradrennfahrer
- 1990: Nikola Vučević, montenegrinischer Basketballspieler
- 1991: Brian Behrendt, deutscher Fußballspieler
- 1991: Fabian Schleusener, deutscher Fußballspieler
- 1992: Ding Liren, chinesischer Schachspieler
- 1993: Mariafe Artacho, australische Beachvolleyballspielerin
- 1994: Sebastian Bösel, deutscher Fußballspieler
- 1997: Cristo, spanischer Fußballspieler
- 1997: Martina Peterlini, italienische Skirennläuferin
- 1997: Raye, britische Sängerin und Songwriterin
- 1999: Alexander Kaltner, deutscher Fußballspieler

## Gestorben

### Vor dem 16. Jahrhundert

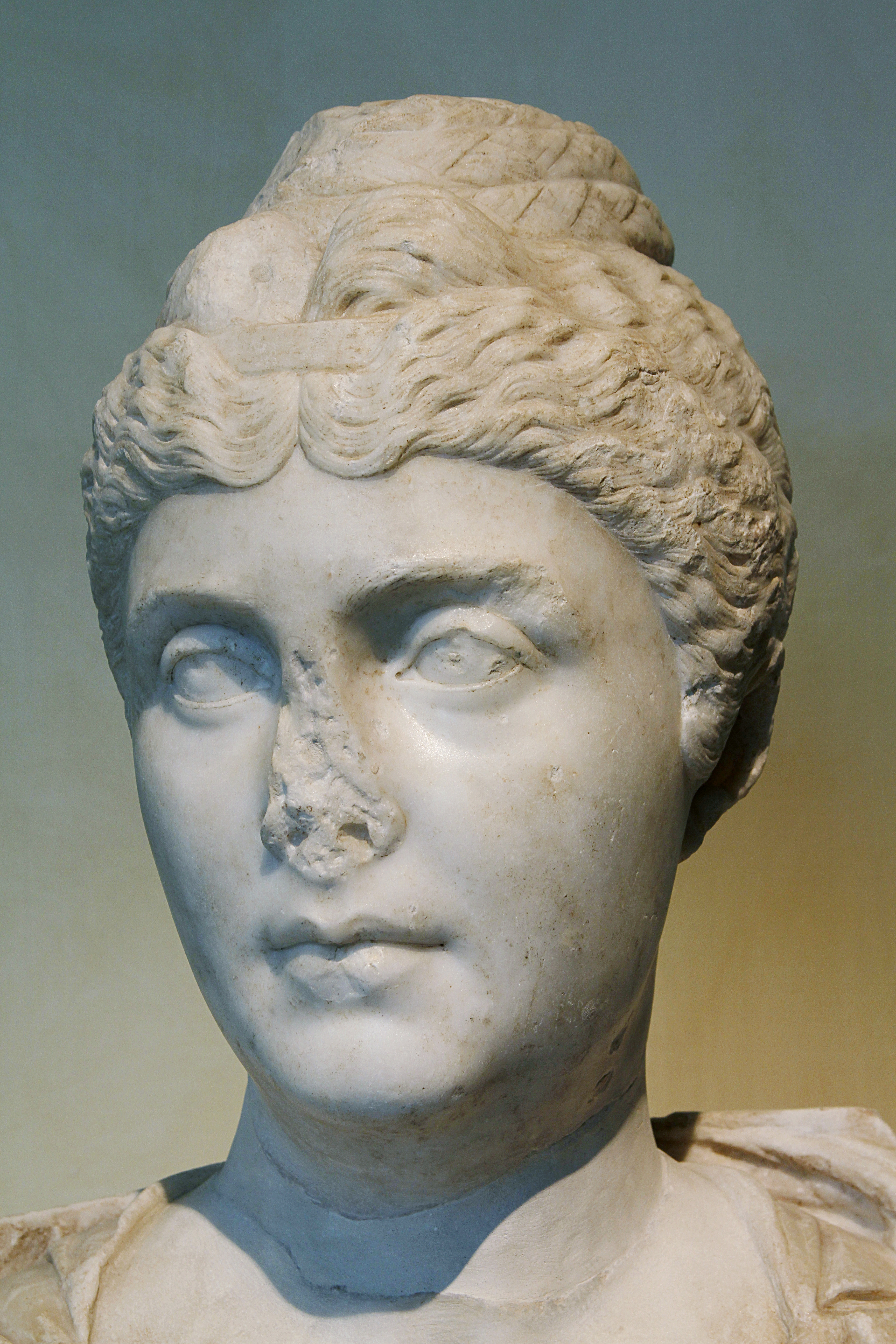
Faustina († 140)

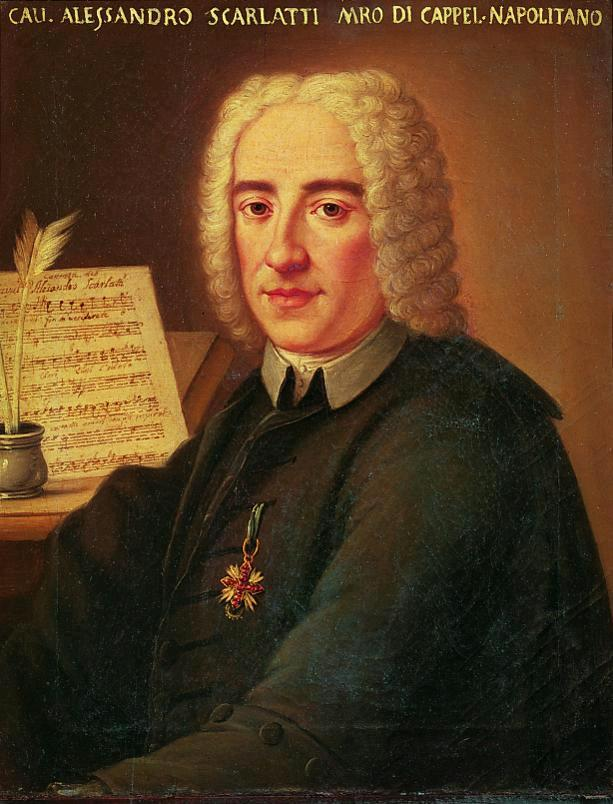
Alessandro Scarlatti († 1725)

- 0140: Faustina die Ältere, römische Kaiserin
- 0996: Hugo Capet, französischer König
- 1167: Konrad von Hirscheck, Bischof von Augsburg
- 1168: Wilhelm IV., Graf von Nevers
- 1184: Siegfried I. von Anhalt, Bischof von Brandenburg und Erzbischof von Bremen
- 1260: Jakob von Lothringen, Bischof von Metz
- 1260: Saif ad-Din Qutuz, ägyptischer Sultan
- 1327: Ascher ben Jechiel, Talmudist
- 1375: Waldemar IV., König von Dänemark
- 1412: Johannes von Hohenlohe, deutscher Ritter
- 1437: Johann V., deutscher Adliger, Graf von Sponheim
- 1441: Adolf, Herzog von Bayern-München
- 1457: Margarete, Markgräfin von Baden

### 16. bis 18. Jahrhundert
- 1535: Francesco II. Sforza, Herzog von Mailand
- 1537: Jane Seymour, Hofdame von Katharina von Aragon, Königin von England
- 1579: Albrecht V., Herzog von Bayern
- 1579: Andreas I. Imhoff, Nürnberger Patrizier, Kaufmann, Bankier und Politiker
- 1594: François d’O, Günstling des französischen Königs Heinrich III.
- 1601: Tycho Brahe, dänischer Astronom
- 1604: Za Dengel, äthiopischer Kaiser
- 1618: Elisabeth von Braunschweig-Wolfenbüttel, Gräfin von Holstein-Schauenburg und Herzogin von Braunschweig-Harburg
- 1623: Sebastian von Bergen, deutscher Jurist und Staatsmann
- 1625: Friedrich, Herzog von Sachsen-Altenburg und Jülich-Kleve-Berg
- 1626: Agnes Magdalene, Prinzessin von Anhalt-Dessau und Landgräfin von Hessen-Kassel
- 1645: Martin Chemnitz, deutscher Jurist und Diplomat in schwedischen Diensten, Opfer der Pest
- 1655: Pierre Gassendi, französischer Philosoph, Theologe und Mathematiker, Astronom und Physiker
- 1660: William Seymour, 2. Duke of Somerset, englischer Adliger
- 1667: Gabriel Metsu, niederländischer Maler
- 1669: Margarethe Rockemann, Opfer der Hexenprozesse in Minden
- 1684: Maria Elisabeth von Sachsen, Herzogin von Schleswig-Holstein-Gottorp
- 1687: Marie Euphrosine von Pfalz-Zweibrücken-Kleeburg, Gräfin De la Gardie
- 1689: Stephan Farfler, Uhrmacher, möglicherweise erster Erbauer eines Rollstuhls
- 1698: Daniel de Rémy de Courcelle, französischer Kolonialbeamter und Gouverneur von Neufrankreich
- 1703: Karl Gustav, Markgraf von Baden-Durlach
- 1725: Alessandro Scarlatti, italienischer Komponist, Musikpädagoge
- 1731: Ludwig Christof Schefer, deutscher Pietist, reformierter Pfarrer und Inspektor in Berleburg
- 1733: Henrietta Churchill, 2. Duchess of Marlborough, britische Adelige
- 1747: Philipp Becker, deutscher Rechtswissenschaftler
- 1757: Augustin Simnacher, deutscher Orgelbauer
- 1758: Michael David, kurfürstlich hannoverscher und königlich britannischer Hof- und Kammeragent
- 1762: Gottfried Ludwig Mencke, deutscher Rechtswissenschaftler und Herzoglich-Braunschweigischer Hofrat
- 1771: Charles Godefroi de La Tour d’Auvergne, Herzog von Bouillon, Pair von Frankreich und Reichsfürst
- 1784: Karl Maximilian von Dietrichstein, österreichischer Staatsmann
- 1793: Carl Eugen, Herzog von Württemberg
- 1799: Carl Ditters von Dittersdorf, österreichischer Komponist

### 19. Jahrhundert
- 1801: Karl Albrecht von Frisching, Schweizer Politiker
- 1802: Ludovico Manin, letzter Doge von Venedig
- 1813: Gottlob August Krille, deutscher Komponist und Kreuzkantor
- 1819: Nikolai Chanykow, russischer Forschungsreisender
- 1821: Elias Boudinot, US-amerikanischer Politiker, Präsident des Kontinentalkongresses
- 1826ː Ann Hasseltine Judson, US-amerikanische Missionarin
- 1841: Starez Leonid, russischer Mönch und Seelsorger
- 1842: Georg Carabelli, ungarisch-österreichischer Zahnarzt
- 1842: Bernardo O’Higgins, chilenischer Politiker, erstes Staatsoberhaupt
- 1843: Roman Sołtyk, polnischer General
- 1843: Ernst Gustav von Gersdorf, deutscher Rittergutsbesitzer, Jurist und Politiker
- 1849: José da Gama Carneiro e Sousa, portugiesischer Militär und Politiker
- 1858: Johann Bonaventura Cartier, Schweizer Politiker
- 1860: Élie, Herzog von Decazes und Glücksberg, französischer Staatsmann
- 1864: James Jay Archer, US-amerikanischer Brigadegeneral
- 1869: Ludwig von der Asseburg, preußischer Hofjägermeister
- 1870: Antonius Maria Claret, spanischer Bischof und Ordensgründer
- 1870: Emanuel Friedrich Zehender, Schweizer Schullehrer, Pomologe und Gutsbesitzer

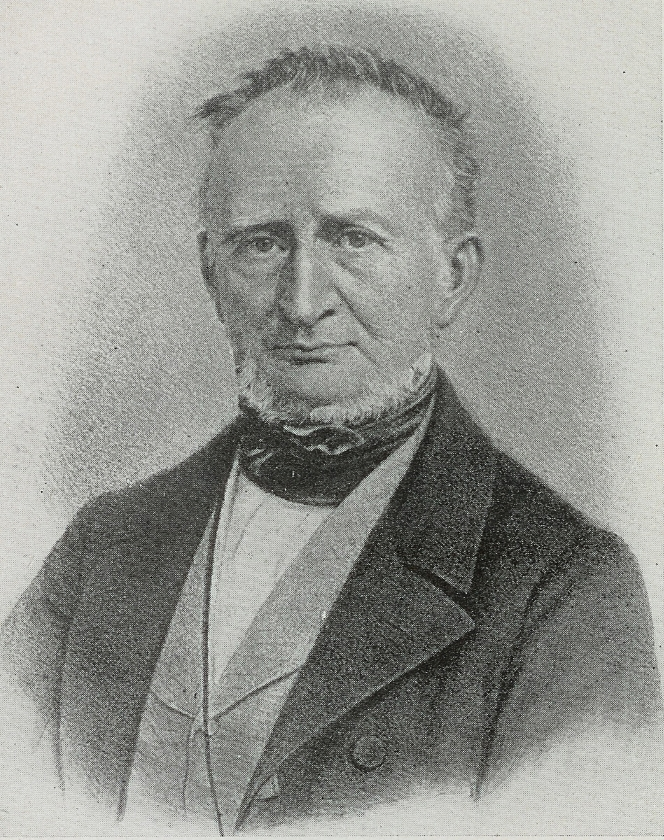
Julius Theodor Christian Ratzeburg († 1871)

- 1871: Julius Theodor Christian Ratzeburg, deutscher Zoologe, Entomologe und Forstwissenschaftler
- 1878: Paul Cullen, irischer Kardinal und Erzbischof
- 1886: Friedrich Ferdinand von Beust, österreichischer Politiker
- 1886: Johannes Dielmann, deutscher Bildhauer
- 1886: Franz Adolf Eduard Lüderitz, deutscher Kaufmann und Begründer der Kolonie Deutsch-Südwestafrika
- 1887ː Charlotte Oppenheim, deutsche Mäzenin
- 1888ː Emilie Conradi, Schwester von Karl Marx
- 1889ː Nahida Sturmhöfel, deutsche Dichterin
- 1892: Robert Franz, deutscher Komponist
- 1893: Joseph Hellmesberger sen., österreichischer Violinist, Dirigent und Komponist
- 1896: Albert Abdullah David Sassoon, britisch-indischer Kaufmann

### 20. Jahrhundert

#### 1901–1950
- 1903: Michail Abramowitsch Morosow, russischer Industrieller, Historiker und Kunstsammler
- 1914: Theodor von Soden, württembergischer Oberamtmann
- 1914: Gustav Wied, dänischer Schriftsteller
- 1918: Daniel Burley Woolfall, britischer Fußballfunktionär, Präsident der FIFA
- 1918: Hans Conzett, Schweizer Buchdrucker und Politiker
- 1925: Jindřich Šimon Baar, tschechischer katholischer Priester und Schriftsteller
- 1929: Petrus Johannes Blok, niederländischer Historiker
- 1929: Rosa Neuwirth, österreichische Keramikerin
- 1930: Paul Appell, französischer Mathematiker
- 1931: Viktor Björkman, schwedischer Philologe und Hochschullehrer
- 1933: Johannes Methöfer, niederländischer Autor und Anarchist
- 1935: Otto Berman, US-amerikanischer Mafioso
- 1935: Dutch Schultz, US-amerikanischer Mafioso

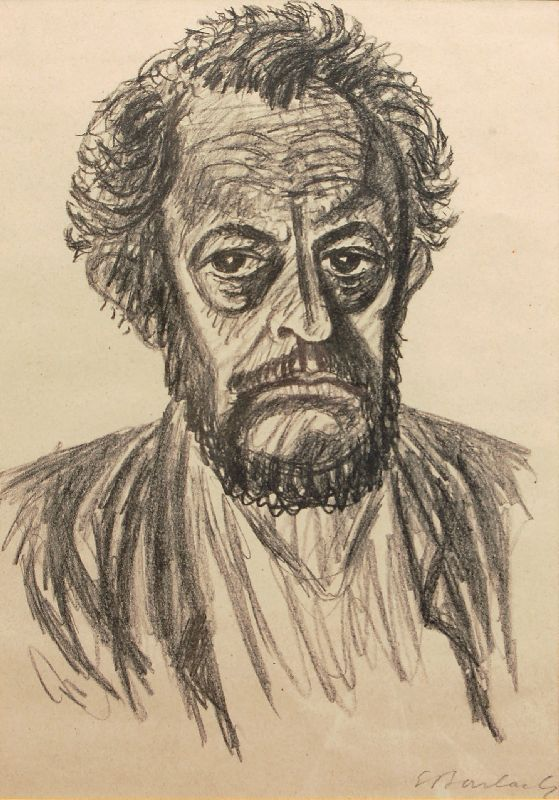
Ernst Barlach († 1938)

- 1938: Ernst Barlach, deutscher Bildhauer
- 1938: Friedrich Wilhelm zur Lippe, deutscher Volkskundler und Rassenforscher
- 1938: Carl Anton Mense, deutscher Tropenmediziner und Forschungsreisender
- 1939: Marthe Condat, französische Ärztin
- 1939ː Mirjana Irosch, jugoslawisch-österreichische Sängerin
- 1940: Victor Hollaender, deutscher Komponist und Dirigent
- 1940: Hans Kyser, deutscher Schriftsteller und Filmregisseur
- 1940: Pierre Ernest Weiß, französischer Physiker
- 1941: Heinrich Brockhaus, deutscher Kunsthistoriker
- 1942: Georg Stumme, deutscher General
- 1943: Hector de Saint-Denys Garneau, kanadischer Lyriker und Essayist
- 1944: Otto Schmirgal, deutscher Politiker und Widerstandskämpfer
- 1944: Werner Seelenbinder, deutscher Ringer und Widerstandskämpfer
- 1944: Franz Wipplinger, deutscher Priesteramtskandidat, NS-Opfer
- 1944: Louis Renault, französischer Ingenieur und Unternehmer
- 1945: Vidkun Quisling, norwegischer Politiker und Offizier, Verteidigungsminister, Ministerpräsident
- 1945: Hans Thuar, deutscher Maler
- 1948: Franz Lehár, österreichischer Komponist
- 1949: Joaquim Nin i Castellanos, kubanischer Komponist und Pianist

#### 1951–2000
- 1952: Frederick Jacobi, US-amerikanischer Komponist
- 1952: Ida Martha Metcalf, US-amerikanische Mathematikerin
- 1954: José Rodríguez Carballeira, spanischer Pianist
- 1955: Alfred Radcliffe-Brown, britischer Sozialanthropologe
- 1955: Heinrich Sthamer, deutscher Komponist und Musiktheoretiker
- 1955: Herbert Zerna, deutsch-sorbischer Theologe, Pädagoge, Heimatforscher und Regisseur
- 1957: Christian Dior, französischer Modedesigner
- 1958: Theodor Kröger, deutscher Schriftsteller
- 1960: François Piazzoli, französischer Automobilrennfahrer
- 1966: Hans Dreier, deutscher Künstler und Szenenbildner
- 1969: Loys Masson, französischer Schriftsteller
- 1971: Jo Siffert, Schweizer Automobilrennfahrer
- 1971: Carl Ruggles, US-amerikanischer Komponist
- 1974: David Fjodorowitsch Oistrach, russischer Geiger
- 1975: Alfred Adam, deutscher Theologe und Hochschullehrer
- 1975: Friedrich Karl Florian, deutscher Militär, Politiker und NS-Gauleiter
- 1979: Giovanni Maria Cornaggia Medici, italienischer Adeliger, Jurist, Politiker und Automobilrennfahrer
- 1979: Heinz Frommhold, deutscher Politiker, MdB
- 1980: Arthur Allman Bullock, englischer Botaniker
- 1980: Jean Rilliet, Schweizer evangelischer Geistlicher und Hochschullehrer
- 1980: Clemens Scheitz, deutscher Musiker und Schauspieler
- 1983: Wolfgang Ecke, deutscher Schriftsteller
- 1985: László József Bíró, ungarischer Erfinder und Entwickler
- 1985: Hermann Teuber, deutscher Maler und Graphiker
- 1987: Leo Hepp, deutscher Nachrichtenoffizier und General
- 1990ː Alexandra Becker, deutsch-englische Schriftstellerin
- 1990: Hugo Nünlist, Schweizer Höhlenforscher und Autor
- 1990: Ernst Zwilling, österreichischer Reiseschriftsteller
- 1991: Gene Roddenberry, US-amerikanischer Drehbuchautor, Fernseh- und Filmproduzent
- 1991: Vilko Ukmar, slowenischer Komponist, Musikwissenschaftler und Hochschullehrer
- 1993: Heinz Kubsch, deutscher Fußballspieler
- 1994: Erich Wustmann, deutscher Völkerkundler und Reiseschriftsteller
- 1995: Andrés Aguilar Mawdsley, venezolanischer Jurist und Diplomat
- 1995: Hermann Langbein, österreichischer Historiker, Schriftsteller und Widerstandskämpfer
- 1996: Arthur Axmann, deutscher Politiker und Parteifunktionär, Reichsjugendführer
- 1996: Edgar Augustin, deutscher Bildhauer und Zeichner
- 1996: Gladwyn Jebb, britischer Politiker
- 1997: Luis Aguilar, mexikanischer Schauspieler und Sänger
- 1998: Anatoli Garšnek, estnischer Komponist
- 1999: Patrick Dankwa Anin, ghanaischen Politiker
- 1999ː Ingi Vaher, estnische Glaskünstlerin und Designerin

### 21. Jahrhundert

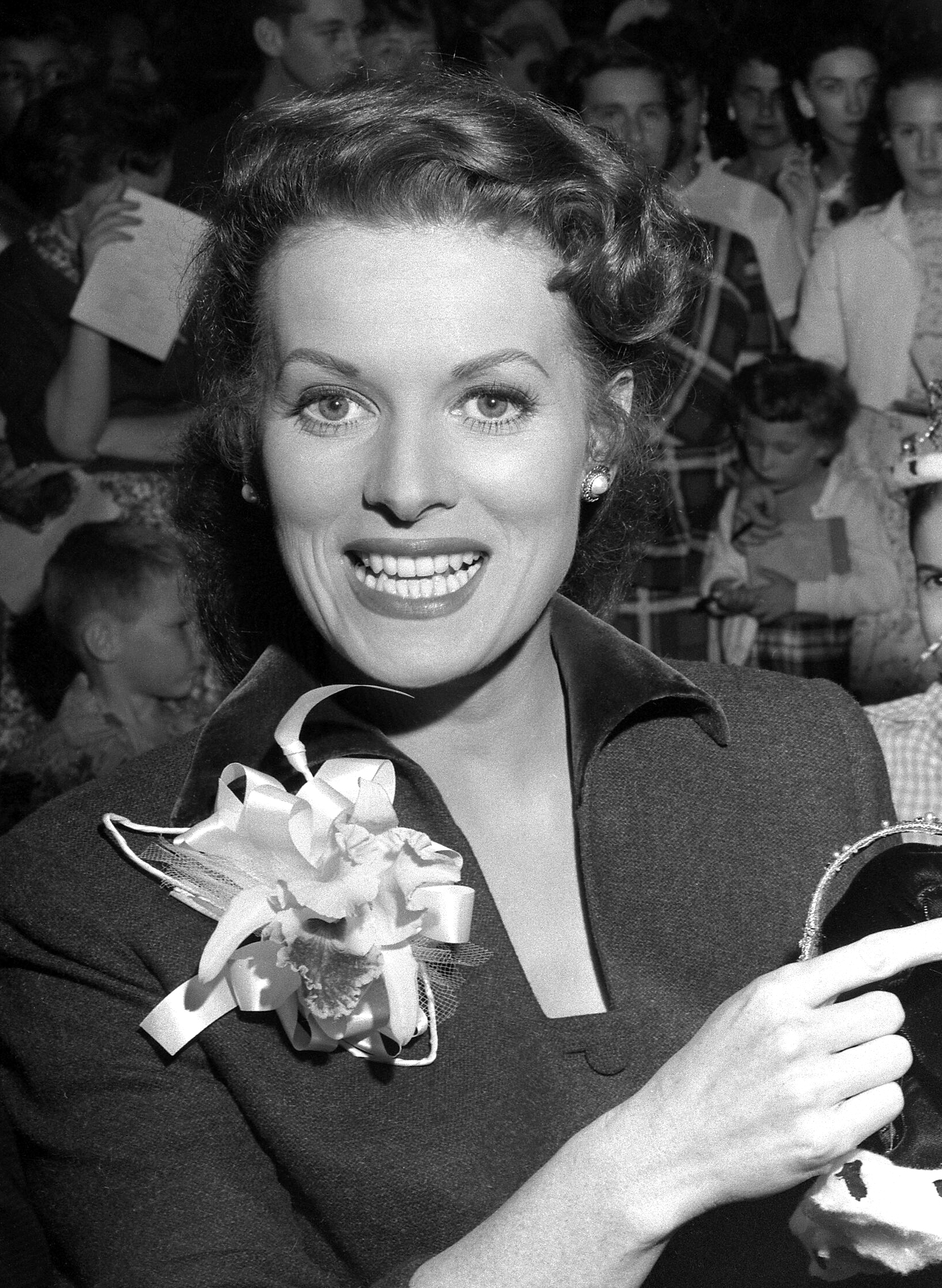
Maureen O’Hara († 2015)

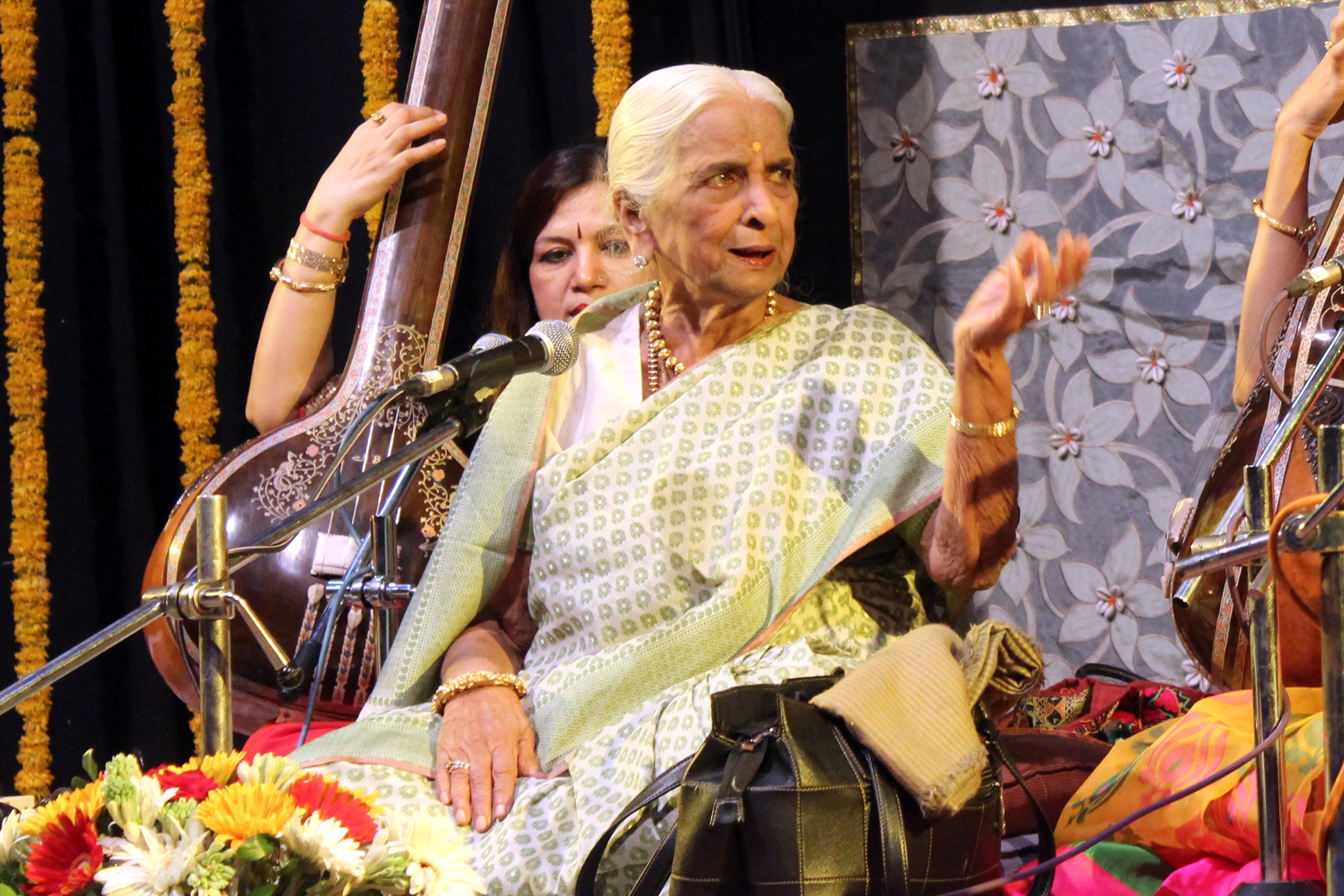
Girija Devi († 2017)

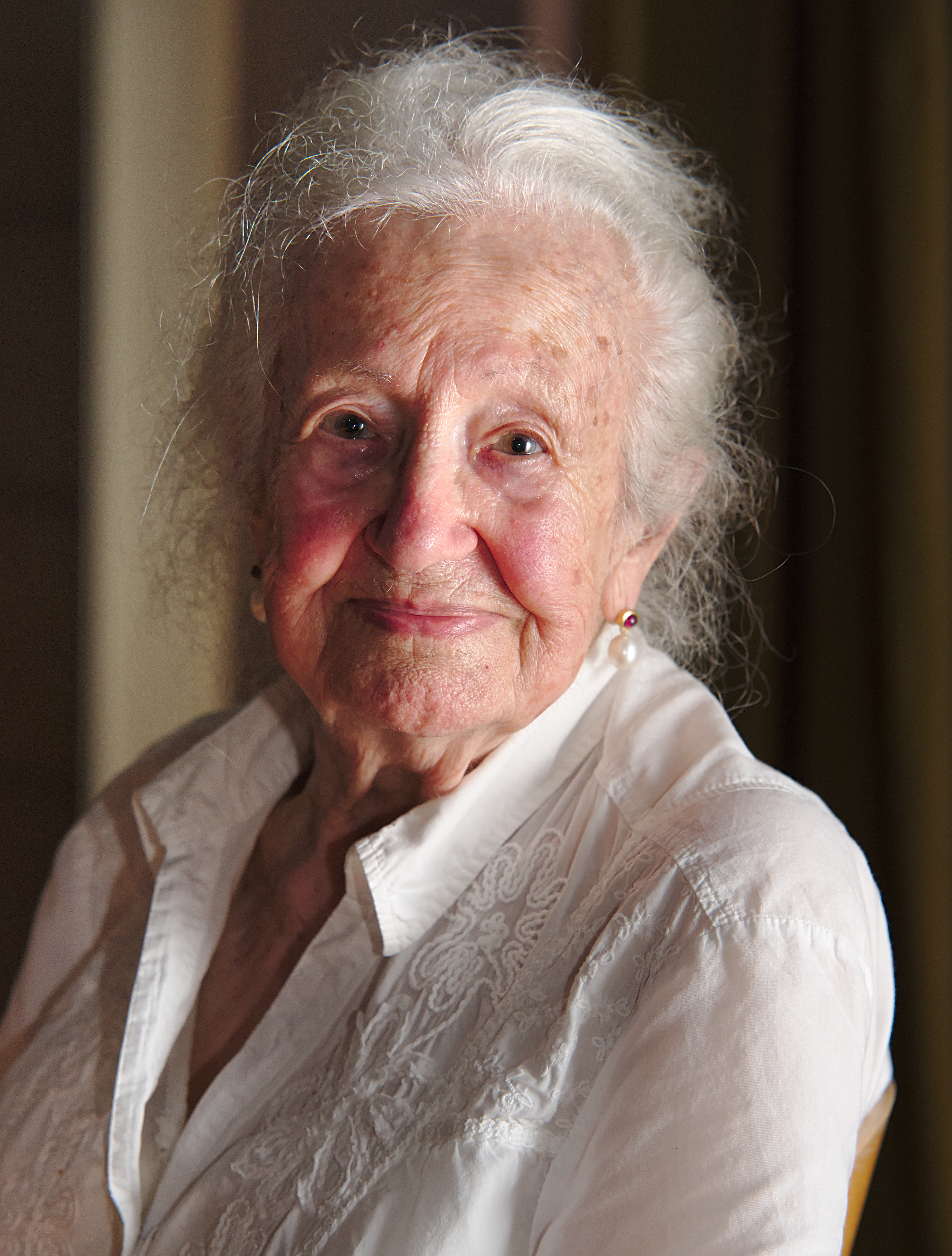
Erna de Vries († 2021)

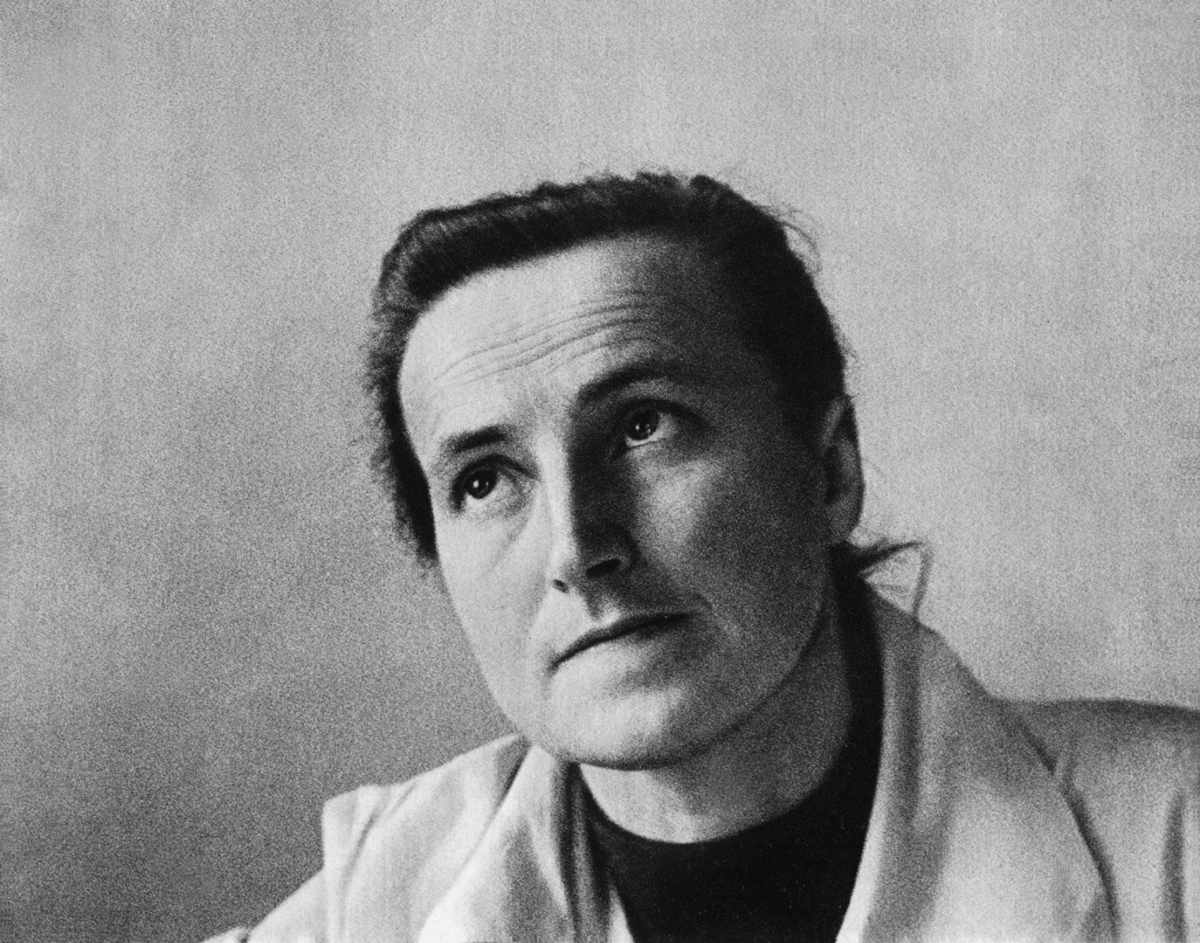
Wanda Półtawska († 2023)

- 2001: Wolf Rüdiger Heß, deutscher Architekt, Sohn von Rudolf Heß
- 2001: Kim Gardner, US-amerikanischer Bassist (Ashton, Gardner & Dyke)
- 2002: Winton M. Blount, US-amerikanischer Politiker
- 2002: Scott Plank, US-amerikanischer Schauspieler
- 2002: Fee von Reichlin, deutsche Schauspielerin und Operettensängerin
- 2003: Max Appis, deutscher Fußballspieler
- 2003: Baldur Springmann, deutscher Politiker und
- 2004: James Aloysius Kardinal Hickey, US-amerikanischer Geistlicher, Erzbischof von Washington
- 2005: Bernhard Aubin, deutscher Rechtswissenschaftler
- 2005: José Simon Azcona Hoyo, honduranischer Staatspräsident
- 2005: Rosa Parks, US-amerikanische Bürgerrechtlerin
- 2005: Edward R. Roybal, US-amerikanischer Politiker, Abgeordneter im US-Repräsentantenhaus
- 2005ː Maria Luise Thurmair, deutsche katholische Theologin und Schriftstellerin
- 2006: Christina von Opel, Urenkelin von Adam Opel
- 2007: Hermann Benjes, deutscher Landschaftsgärtner, Naturfotograf und Schriftsteller
- 2007: Petr Eben, tschechischer Komponist und Organist
- 2007: Adolf Oberth, deutsch-rumänischer Chemiker und Erfinder
- 2008: Johanna Braun, deutsche Science-Fiction-Autorin
- 2008: Merl Saunders, US-amerikanischer Organist
- 2008: Helmut Zilk, österreichischer Journalist und Politiker
- 2010: Walter Siegenthaler, Schweizer Mediziner
- 2010: Joseph Stein, US-amerikanischer Dramatiker
- 2012: Anita Björk, schwedische Schauspielerin
- 2012ː Flora Ruchat-Roncati, Schweizer Architektin
- 2013: Manolo Escobar, spanischer Sänger
- 2013: Hartmut Haupt, deutscher Fußballspieler
- 2014: Vic Ash, britischer Jazz-Klarinettist und Saxophonist
- 2015: Maureen O’Hara, irisch-amerikanische Schauspielerin
- 2015: Arndt Schmehl, deutscher Rechtswissenschaftler
- 2016: Reinhard Häfner, deutscher Fußballspieler
- 2016: Rudolf Schauss, österreichischer Fußballspieler
- 2016: Bobby Vee, US-amerikanischer Sänger
- 2017: Girija Devi, indische Sängerin, Musikpädagogin und Komponistin
- 2017: Fats Domino, US-amerikanischer Musiker
- 2017: Robert Guillaume, US-amerikanischer Schauspieler
- 2017: Peter Lötscher, Schweizer Degenfechter
- 2018: Tony Joe White, US-amerikanischer Musiker
- 2020: Izzat Ibrahim ad-Duri, irakischer Politiker
- 2021: Erna de Vries, deutsche Holocaustüberlebende
- 2021: Indira Nath, indische Immunologin
- 2021: Werner Sonntag, deutscher Journalist, Buchautor und Langstreckenläufer
- 2021: Ruth Zacharias, deutsche Pastorin und Leiterin des Taubblindendienstes der EKD
- 2022: Leslie Jordan, US-amerikanischer Schauspieler
- 2022: Tomasz Wójtowicz, polnischer Volleyballspieler
- 2023ː Wanda Półtawska, polnische Psychiaterin und KZ-Überlebende
- 2024ː Jeri Taylor, US-amerikanische Drehbuchautorin und Fernsehproduzentin

## Feier- und Gedenktage
- Kirchliche Gedenktage
  - Starez Leonid, russischer Mönch und Seelsorger (evangelisch, orthodox im modernen orthodoxen Kalender)
  - Hl. Antonius Maria Claret, spanischer Bischof und Ordensgründer (katholisch)
  - Hl. Everigisil, Bischof und Schutzpatron (katholisch)
- Namenstage
  - Gilbert, Raphael
- Staatliche Feier- und Gedenktage
  - Sambia: Unabhängigkeit von Großbritannien (1964)
- Gedenktage internationaler Organisationen
  - Tag der Vereinten Nationen (UNO) (1945)
- Weitere Informationen zum Tag
  - Tag der Bibliotheken in Deutschland (seit 1995) und Südtirol (seit 2009)

Weitere Einträge enthält die Liste von Gedenk- und Aktionstagen.